# F-15E (航空機)
F-15E ストライクイーグル
アメリカ空軍のF-15E
- 用途：戦闘機
- 分類：戦闘爆撃機（マルチロール機）
- 製造者：マクドネル・ダグラス（現ボーイング）
- 運用者

  -  アメリカ合衆国（アメリカ空軍）
  -  サウジアラビア（サウジアラビア空軍）
  -  イスラエル（イスラエル空軍）
  -  韓国（韓国空軍）
  -  シンガポール（シンガポール空軍）
- 初飛行：1986年12月11日
- 生産数：525機[N 1]
- 運用開始：1988年[5]
- 運用状況：現役
- ユニットコスト：

  - F-15E：3,110万ドル（1998年）
  - F-15K：1億300万ドル（2006年）
- 原型機：F-15 イーグル
- 派生型：F-15EX イーグルII

F-15Eは、マクドネル・ダグラス社（現ボーイング社）が開発した戦闘爆撃機（マルチロール機）である。
愛称はストライクイーグル（Strike Eagle：攻撃する鷲、の意味）であるが、アメリカ空軍の正式愛称は｢イーグル｣、派生型のF-15EXは｢イーグルII｣である。

## 概要
マクドネル・ダグラス社（当時）がF-111の後継機として開発した、F-15制空戦闘機の改良・派生型で、第4.5世代ジェット戦闘機に分類される直列複座（後席は兵装システム士官）の戦闘爆撃機である。直列複座には理由があり、全天候状況の中でも、敵の防空網を低空において高速で侵攻して、投下した兵器を確実に目標に命中させるには、操縦と兵装システムの操作を分担して行う必要があるためである。1986年の初飛行後、1989年より量産機の運用を開始した。その後は湾岸戦争やイラク戦争などの実戦にも参加している。
F-15B/Dとの外見の差はほとんどないが、本格的な対地攻撃能力を持たせるため、機体各部においてかなりの手直しが行われており、機体構造では全体の6割が再設計されている。機体寿命も延ばされており、追加の搭載器材や大量の兵装を搭載する必要があるため、機体重量が重くなり、降着装置はこれに耐えられるように強化されている。電子装置類の大幅な更新も考え合わせると、内部はほぼ別の機体となっている。原型機ではオプション装備であるコンフォーマル・フューエル・タンクと呼ばれる増槽を胴体側面に標準装備（取り外しも可能）しておりタンク上にもある多数のハードポイントと、F-15譲りの充分なエンジンの余剰推力による兵装搭載量の大きさが大きな特徴といえる機体である。
コンフォーマル・フューエル・タンクなどの追加装備により、F-15Cからは速度性能や機動性能などが落ちたものの、対空戦闘能力は依然として高い水準にあり、湾岸戦争などではF-15Cと共に戦闘空中哨戒の任務にも就いており、機体性能の高さ故に現在までに空対空戦闘で撃墜されたことはない。これまでの数多くの作戦参加のなかで全運用国での損失は、湾岸戦争で対空兵器により撃墜されたアメリカ空軍所属の3機のみという非常に高い運用成績となっている。対地攻撃における搭載兵器の多様性や搭載量については、かなりの優位を保っている。

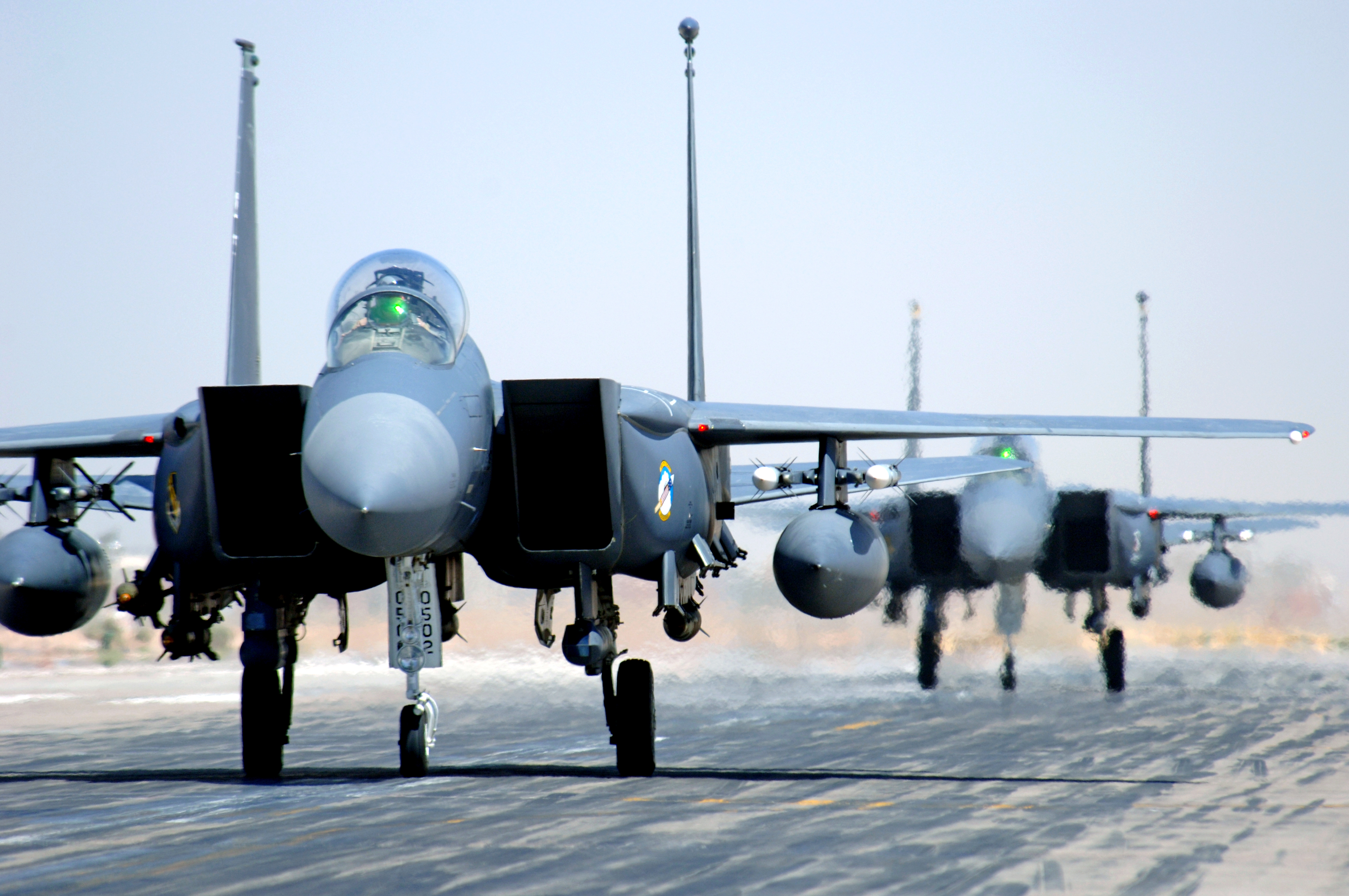
アメリカ空軍のF-15E

1989年12月よりアメリカ空軍が運用を開始し、他にもサウジアラビア・イスラエル・韓国・シンガポールで運用中である。
アメリカ空軍では、搭載可能兵器の多様性と大搭載量への評価から、F-22やF-35Aと共に主力戦闘爆撃機として2035年まで全戦力を運用し続ける予定。輸出向けの生産は現在も続けられている。
愛称はストライクイーグル。ストライク（strike）とは対地攻撃という意味。1991年に勃発した湾岸戦争でのスカッド弾道ミサイル（地対地ミサイル）への攻撃（いわゆるスカッド狩り）を行い、多数撃破したその戦果から「スカッドバスター（Scud Buster）」と呼ばれることもある。その他、「マッドヘン（Mudhen：「泥雌鶏」の意味だが、アメリカオオバンの別名）と呼ばれることもある。

## 開発の経緯
F-15は、大型の機体と強力なエンジンによりミサイル8発を装備した上でなお離陸重量や機動に対する機体強度に余裕があるため、マクドネル・ダグラス（現ボーイング）社は本格的な対地攻撃能力の付与、すなわち搭載兵装増量が可能と見て戦闘攻撃機型の研究を続けていた。
1981年3月にアメリカ空軍はF-111の後継機として、敵領空の奥深くに侵入する能力を持つ機体を求める強化型戦術戦闘機計画（ETF）と呼ばれるプロジェクトを発表したが、その後に複合任務戦闘機計画（DRF）と名を改めている。マクドネル・ダグラス社は空軍より借用したF-15B（複座型原型2号機：71-0291）をベースにプロトタイプとしてF-15の当初能力を上回る爆装の可能なF-15を開発した。これに対してジェネラル・ダイナミクス社は、F-16をベースに炭素繊維材料を使用して胴体の延長やクランクトアローデルタ翼への変更を行いペイロードを増やしたF-16XLを開発している。
比較審査の結果、「被弾時生存率、兵装搭載量、将来の拡張性、生産コストの総額」で優位となったF-15プロトタイプを選択し、F-15Eとして開発することとした。1986年12月11日に生産初号機初飛行を行い、1988年7月に訓練部隊の第405戦術訓練航空団への引渡しが開始され、その後の12月にはシーモアジョンソン基地の実動部隊である第4戦術戦闘航空団に配備されている。
制式化にあたり航空迷彩をF-15のグレー塗装からプロトタイプの暗緑色を経て暗色塗装へ変更している。
現在、F-15Eはアメリカ空軍の他、サウジアラビア（F-15S）、イスラエル（F-15I）、大韓民国（F-15K）、シンガポール（F-15SG）が派生型を運用している。

## 設計と特徴

### 基本設計
原型機であるF-15は、胴体下の専用ランチャーと主翼下ハードポイント脇のサイドレールに空対空ミサイルを装備する構成であり、胴体下および両主翼下の大型パイロンはミサイル装備に関係無く各々2,000kgを超える充分な搭載能力を保持している。しかし、F-111の後継となる戦闘爆撃機とするにあたり、より大きい搭載能力と機体寿命の増進、低高度での高速侵攻への対応を求められた。制空戦闘機として求められた高高度での運動性確保のための大きな主翼は低高度での地形追随飛行の際、濃密な大気下での突風の影響を強く受け、機体構造への負担を大きなものにする。
これに対し、F-15Eでは構造強化のために機体の60%を再設計し、最大離陸重量を6t増強した上に機体寿命を16,000時間に引き上げた。これによる機体フレームの重量増はチタニウム比率を増加することによりF-15Dの60lb（約30kg）増に抑えている。また、運用重量増加に伴い着陸装置の主脚の強化とホイールの大型化、アメリカ製の軍用機で初めてラジアルタイヤを採用している。

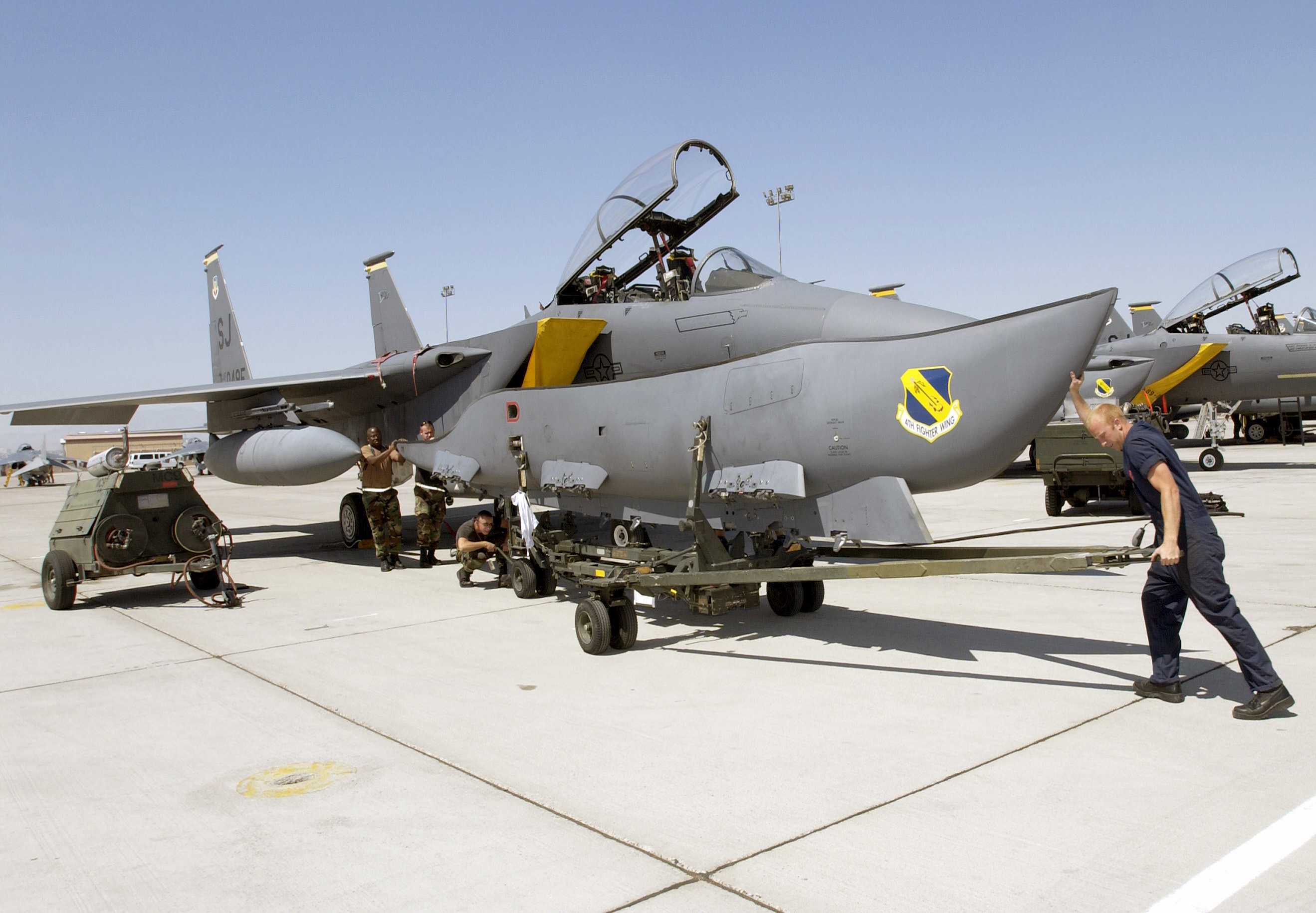
F-15Eのコンフォーマル・フューエル・タンク

F-15よりも側面部が丸く見える外見は胴体横の部分にコンフォーマル・フューエル・タンクを装備していることによる。F-15はパイロンにミサイルを搭載しないが、爆弾と増槽についてはどちらをパイロンに装着するかの選択肢となる。F-15Cは配備当初から当時はFASTパックと呼称されていたコンフォーマル・フューエル・タンクに対応していたが、要撃任務においては不必要であるため利用されていない。コンフォーマル・フューエル・タンクを利用することにより、戦闘爆撃機では最長である航続距離を実現すると同時にハードポイントを攻撃装備に開放している。F-15Eが搭載するダッシュ4のコンフォーマル・フューエル・タンク自体に縦2列3段の6個の流線型に成型されたハードポイントを持つため、兵装搭載用のハードポイントはF-15Cの7箇所から19箇所に増えている。ただし、コンフォーマル・フューエル・タンクのハードポイントと胴体左右の空対空ミサイル用ランチャーの同時使用はできない。また、従来型ではほとんど使用されなかった主翼外側の電子戦装備用ハードポイントを廃止した代わりに、LANTIRN照準ポッド搭載用に各エアインテーク下に各1箇所のハードポイントを追加している。
操縦機器類は前席のみに装備されるが、兵装システム士官（WSO：Weapon System Officer）の搭乗する後席にも緊急用の操縦装置を持ち、後席中心部に設置された操縦桿の両脇にレーダー・兵装操作用のコントロールスティックを配置している。

### エンジン
Alternative Fighter Engine（AFE）プログラムにより、プラット・アンド・ホイットニー F100およびゼネラル・エレクトリック F110に対応したエンジンベイを持つ。両エンジンともエンジン制御をデジタル化しており、整備性や耐久性も向上している。当初搭載したエンジンは旧F-15後期生産型と同じF100-PW-220だったが、135号機以降は推力を2割ほど強化した新型のF100-PW-229に変更されている。輸出型ではF110-GE-129も採用されるようになった。F100-PW-220搭載機でも、機体重量が60,300lb（18,144kg）かつコンフォーマル・フューエル・タンクなどの外部装備品を一切携行しないクリーン状態ならば、高度12,000ft（3,658m）から43,000ft（13,106m）の範囲内でマッハ1を僅かに超える程度のスーパークルーズが可能とされる。

### アビオニクス
レーダーには、F-15C/Dの多段階能力向上機（MSIP）でも使用されている、合成開口能力（SAR）機能を備えたAN/APG-70を採用している。全天候での空対地・空対空攻撃が可能となっており、SAR機能により、レーダー画像をほぼ写真のように見ることが可能となっているほか、目標地点周囲の地図を瞬時に作成する機能（グランドマッピングモード）も持っている。空対空ではルックダウン・シュートダウン能力のほか、目標への追跡中での走査（TWS）機能や複数目標への個別同時攻撃などが可能となっている。
エアインテーク下部の専用ハードポイントに、LANTIRNポッド（暗視装置、レーザー照射装置、地形追従レーダー）を常時装備している。これは、AN/AAQ-13航法用ポッドとAN/AAQ-14目標指示ポッドで構成されており、右側のエアインテークにはAN/AAQ-13を、左側のエアインテークにはAN/AAQ-14を装備している。
AN/AAQ-13航法用ポッドは、広視野（WFOV）の前方監視赤外線（FLIR）、低高度航法用のKuバンドを使用した地形追随レーダー（TFR）、パイロットにより選択された高度による自動地形追随飛行などの機能を有しており、地形追従レーダーと自動操縦システムを連動させて、低空において、どのような地形でもパイロットが選択した高度差を保ちながら飛行することが可能であり、飛行シンボルをHUDに表示して飛行可能なコースを指示する。夜間では、広視野の前方監視用赤外線により機体前方の地形を映像的に捉えることで、パイロットの視認による状況把握能力が向上しており、夜間での高速・低高度航法飛行や複雑な山間部飛行も可能としている。また、広視野の前方監視用赤外線によって捉えた映像は、後述するCRT表示装置に表示されるが、HUDに投影させることも可能である。
AN/AAQ-14目標指示ポッドは、広視野（WFOV）の前方監視赤外線（FLIR）、目標を選択するための狭視野（NFOV）の前方監視赤外線（FLIR）、複合モードでの自動目標追跡装置、レーザーによる目標指示と測距、赤外線誘導兵器への自動目標ハントオフ、自動目標認識システムなどを有しており、AN/APG-70レーダーと後述するCN-1655A/ASN慣性航法装置と組合わせることで、目標を捕捉して攻撃するためのさまざまな手段を作り出すことが可能である。夜間攻撃では、広視野の前方監視赤外線からの映像で目標をCRT表示装置で捕捉した後に狭視野の前方監視赤外線の映像に切替えて映像を拡大し目標に対して自動追跡機能を作動させる、その後は最適な搭載されている兵装を選択して目標に対して攻撃を行うことができる。
こうしたLANTIRNの電子光学センサポッドは、輸出国では一部供与が認められておらず、代わりとしてAN/AAQ-19シャープシューター目標指示ポッド、AN/AAQ-20パスファインダー航法ポッド、AN/AAQ-33 スナイパーXR目標指示ポッド、タイガーアイ航法ポッドが供与されている。照準用ポッドは当初AN/AAQ-14を装備していたが、2005年からは改良型の運用範囲の広いAN/AAQ-33 スナイパーXRを装備しており、軍規格1760兵器データバスと後述するGPSが導入されたことで、JDAMのようなGPS誘導兵器の照準も可能になった。また、胴体下のパイロンに装備するAN/AXQ-14データリンクポッドまたはこれを改良して開発されたAN/ZSW-1はGBU-15およびAGM-130の誘導を可能としている。
電子戦装備（TEWS)の装置としては、敵のレーダー信号を受信した際に自動的に反応する機能強化型のAN/ALQ-135（V）内蔵型ECM、AN/ALR-56レーダー警戒装置、AN/ALQ-128電子戦警戒装置、AN/ALE-45チャフ・フレアディスペンサーを搭載している。
航法装置としては、リング・レーザー・ジャイロ方式のCN-1655A/ASN慣性航法装置（INS）を搭載している。このINSはローリング・ピッチング・ヨーイングの3軸にそれぞれリング・レーザー・ジャイロと加速度計が付いており、基本的な航法データを算出するとともに姿勢方位基準システムとしても機能している。従来のINSより大幅に精度が上がっており、誤差が小さく、1時間飛行した場合の最大誤差は約1.5kmである。精度向上のため1995年からはGPS受信機が導入されており、1996年以降の機体にはGPS/INS結合型航法装置が装備されるようになった。また、機体の磁方位を各種の電子機器システムに供給するAN/ASN-108姿勢方位セット（AHRS）があり、INSが故障した際には姿勢指示（ロール・ピッチング）情報を供給するスタンバイ・システムとして機能する。そのほかにも最大480km離れたTACAN局からの電波を受信して、TACAN局からの距離を示すAN/ARN-118戦術航空航法装置（TACAN）を搭載している。
A-D型はアナログ計器を多数搭載しているが、E型では前席の左右に6インチの単色CRT表示装置と中央に5インチのカラーCRT表示装置の3つ、後席では中央に2つの6インチの単色CRT表示装置とその両端に5インチのカラーCRT表示装置の4つの多機能ディスプレイによるグラスコックピットとなり、単色CRT表示装置はレーダーやLANTIRNからの情報の表示に利用され、カラーCRT表示装置は飛行情報や航法情報の表示に利用される。また、いずれかのCRT表示装置が故障した場合でも、ほかのCRT表示装置で取替えることで、必要な情報を表示できるようになっている。後席の左右のコンソールには、スティック状のハンド・コントローラが1本付いており、4つのCRT表示装置の表示内容の選択・操作、識別機能の作動に使用される。HUDも大型で広視野のIR-2394/A（視野角21°x 28°、ホログラフィック式）に変更された。その下部には、交信無線周波数の切替、航法装置・識別システムの操作が行えるアップ・フロント・コントロール（UFC）がある。

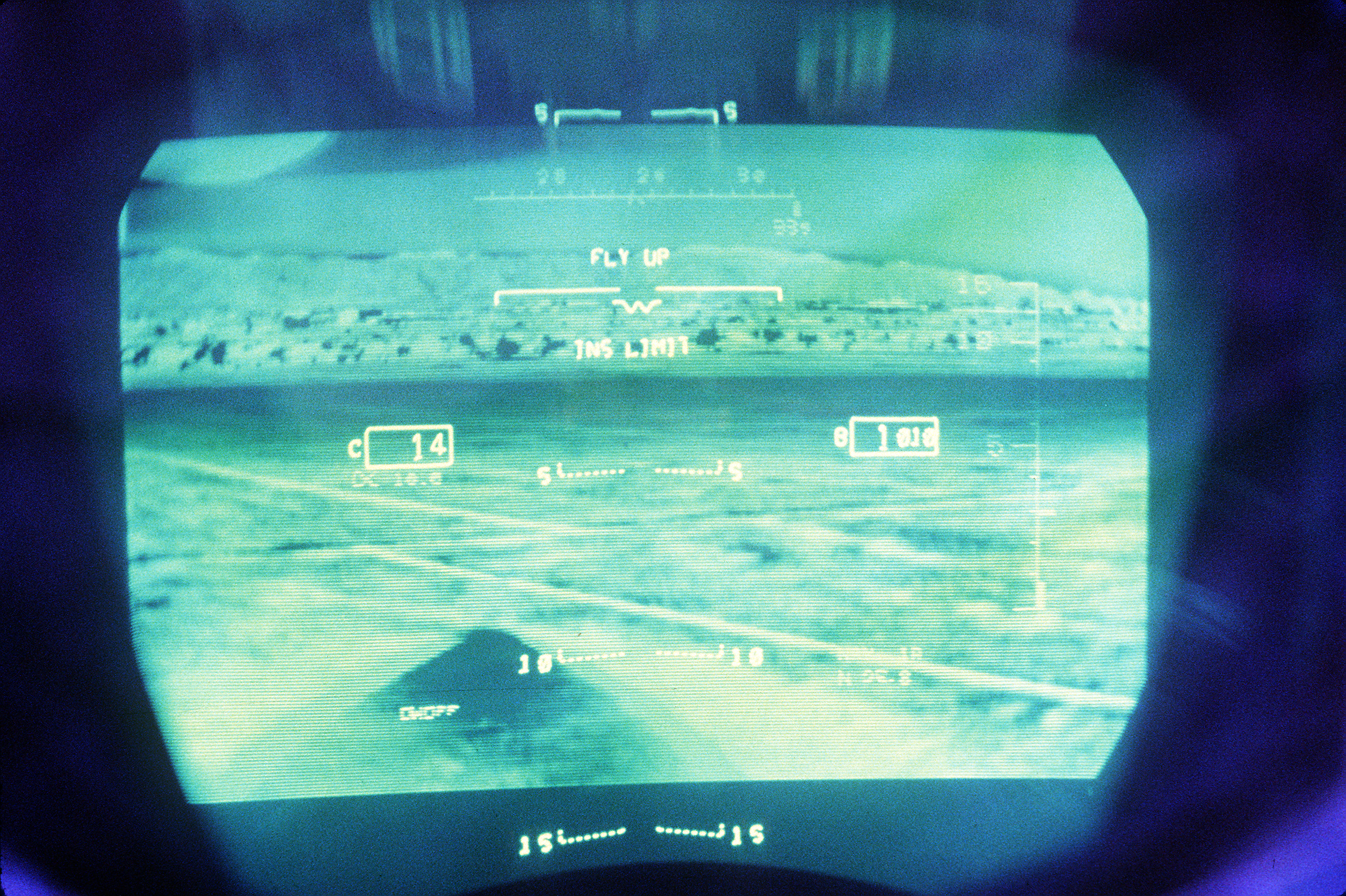
LANTIRNのFLIR画像を映したHUD
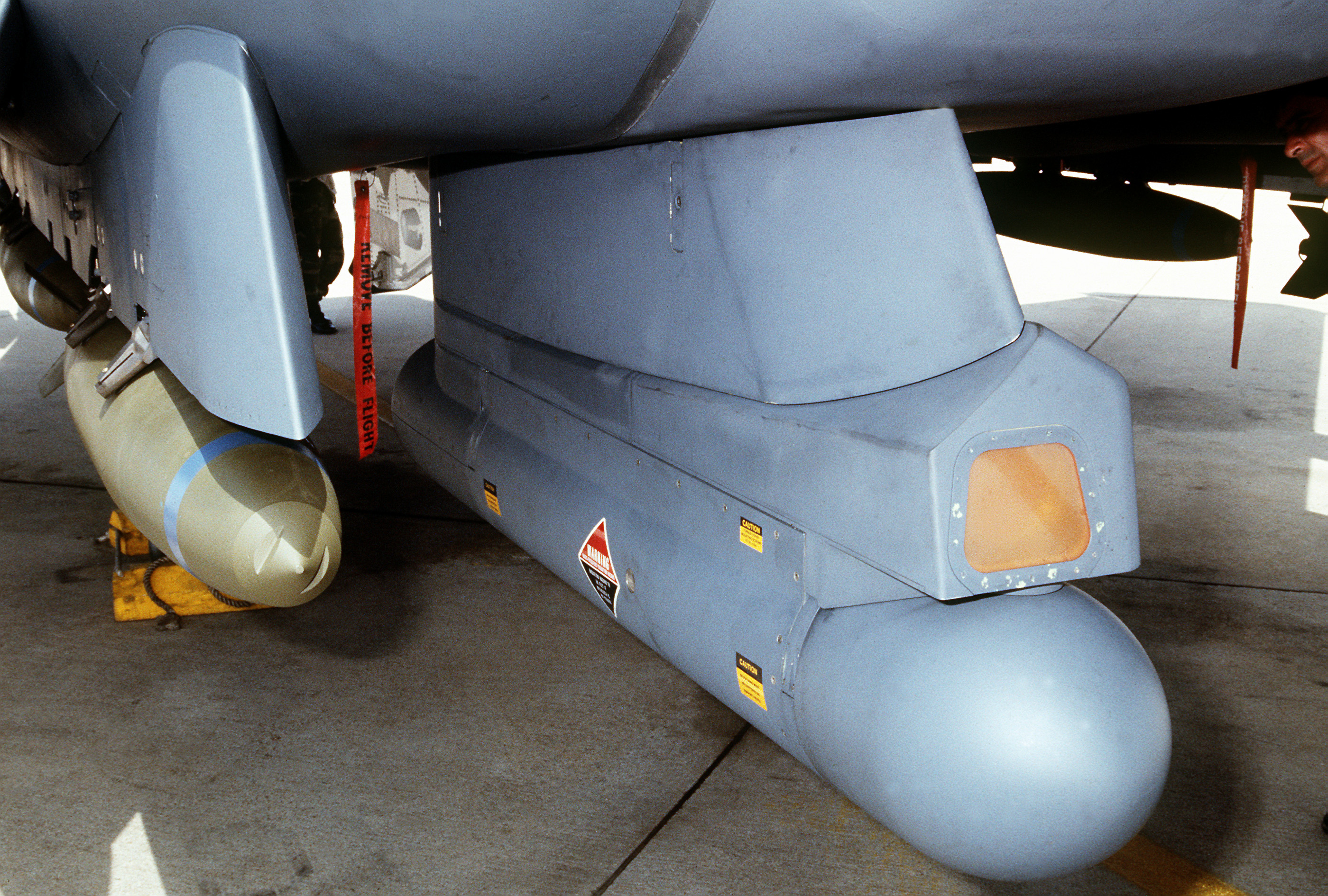
LANTIRN

また、統合戦術情報伝達システム（JTIDS）を装備することで、他のF-15EやAWACS、その他ユニット（イージス艦など）の間でTADIL J戦術データ・リンク・ネットワークを構築し、戦術状況を即時に把握できるようになっている。
これらを制御するセントラルコンピューターとしてはF-15のCP-1075に代わり、より高性能なCP-1075C VHSIC（超高速集積回路）へバージョンアップされた。E-227以降ではハネウェルが開発した先進ディスプレイコアプロセッサ（ADCP）となり、処理速度が向上している。なおADCPについては商業運用およびサポート貯蓄イニシアティブ（COSSI）により、PowerPCをベースに開発されており、他にもオブジェクト指向ソフトウェアと5X5インチのカラー液晶ディスプレイを含んでいる。

### 兵装

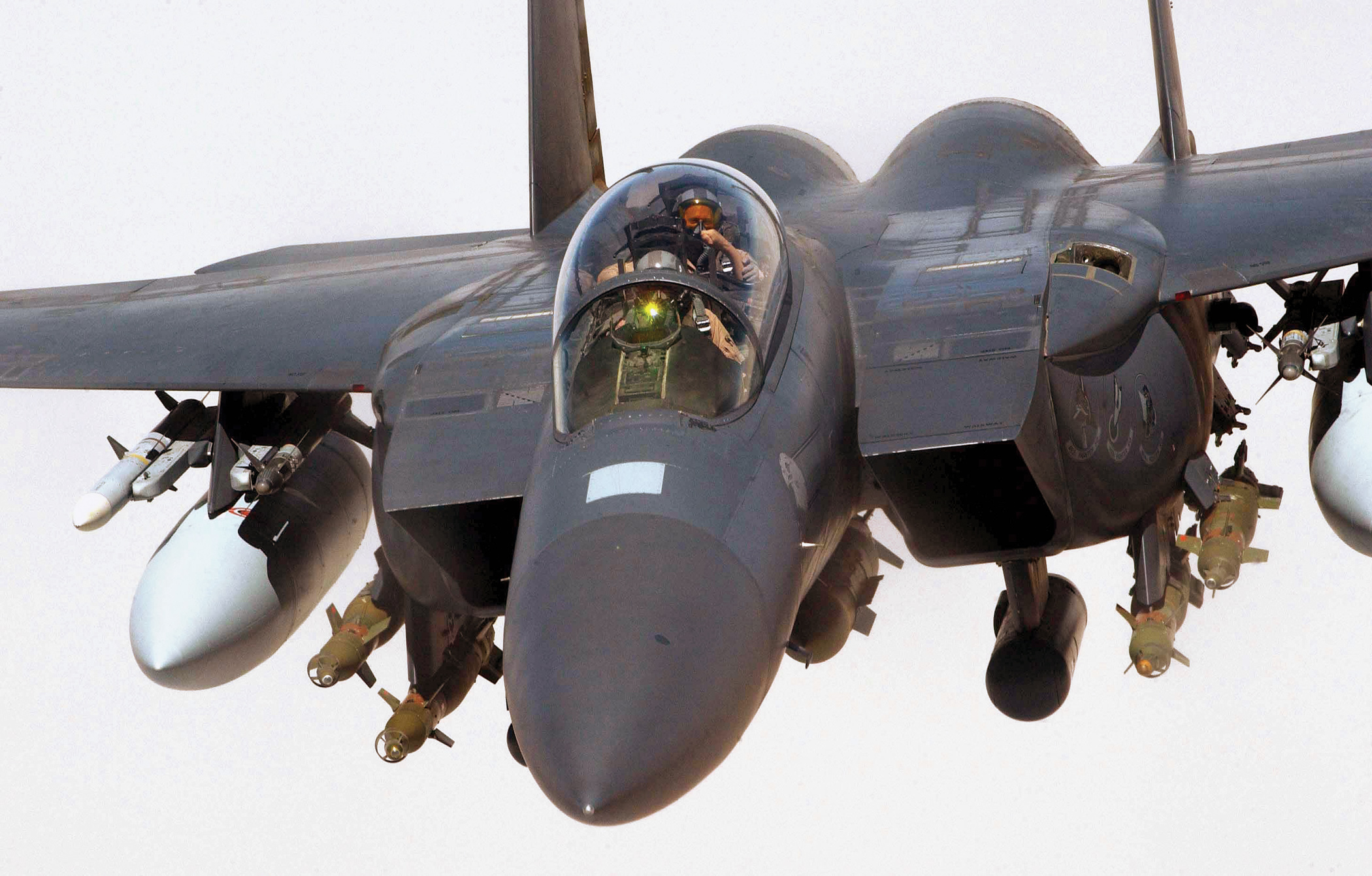
多様に兵装したF-15E

F-15と同等の対空兵装（ただし、20mm機関砲弾は500発）を装備した上での搭載可能重量は11tにもおよび、現用の戦闘爆撃機中で最も多い搭載量となっている。
種類についても、空対地ミサイル、2,000ポンドクラスも含む無誘導爆弾・誘導爆弾、クラスター爆弾、現用戦闘爆撃機で唯一搭載できる地中貫通爆弾（GBU-28）、更にはB83熱核爆弾など、アメリカ空軍の全対地兵装（約98%以上を目標）とも言える多種多様な品目となっている。

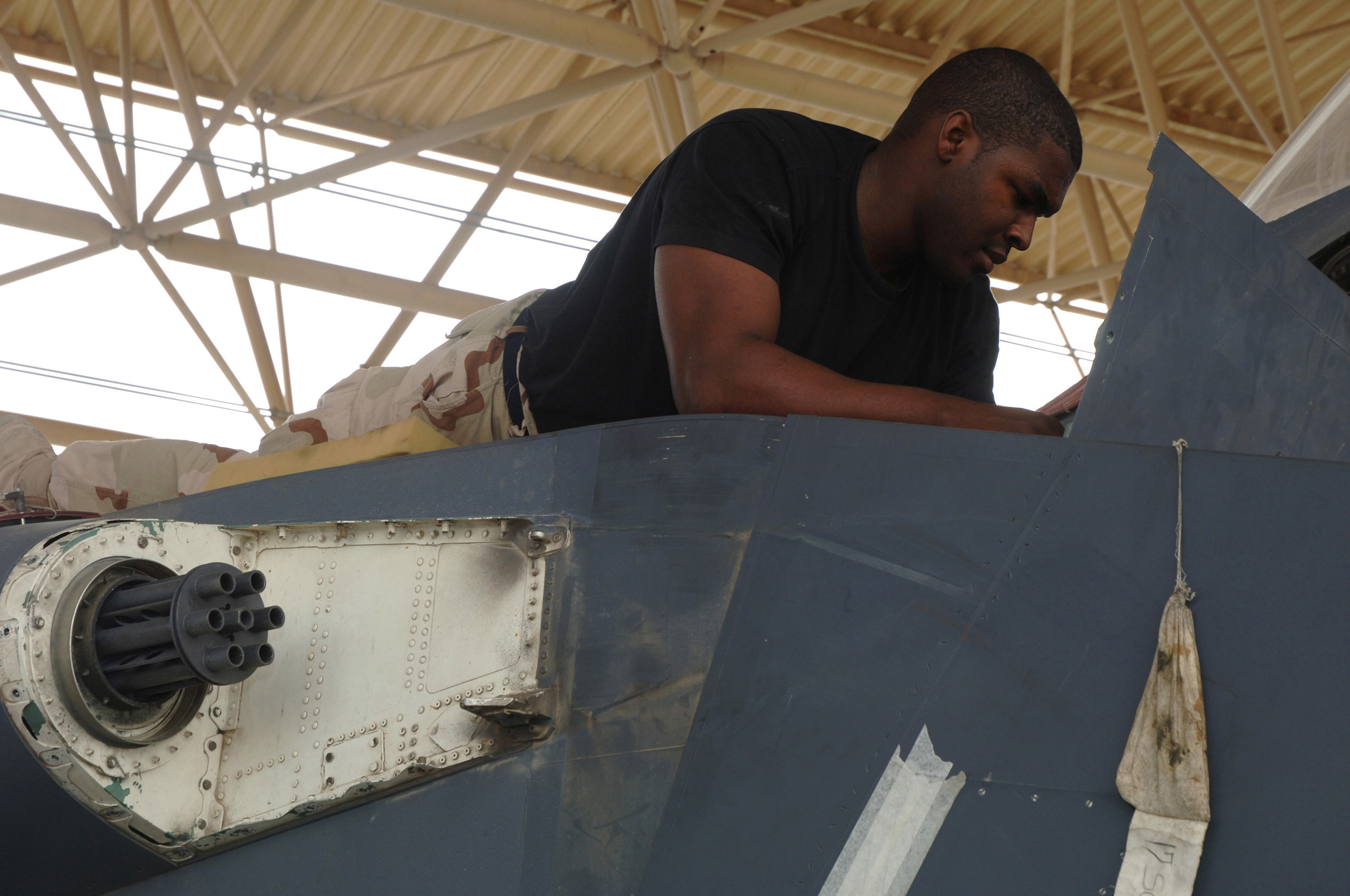
M61 バルカン砲
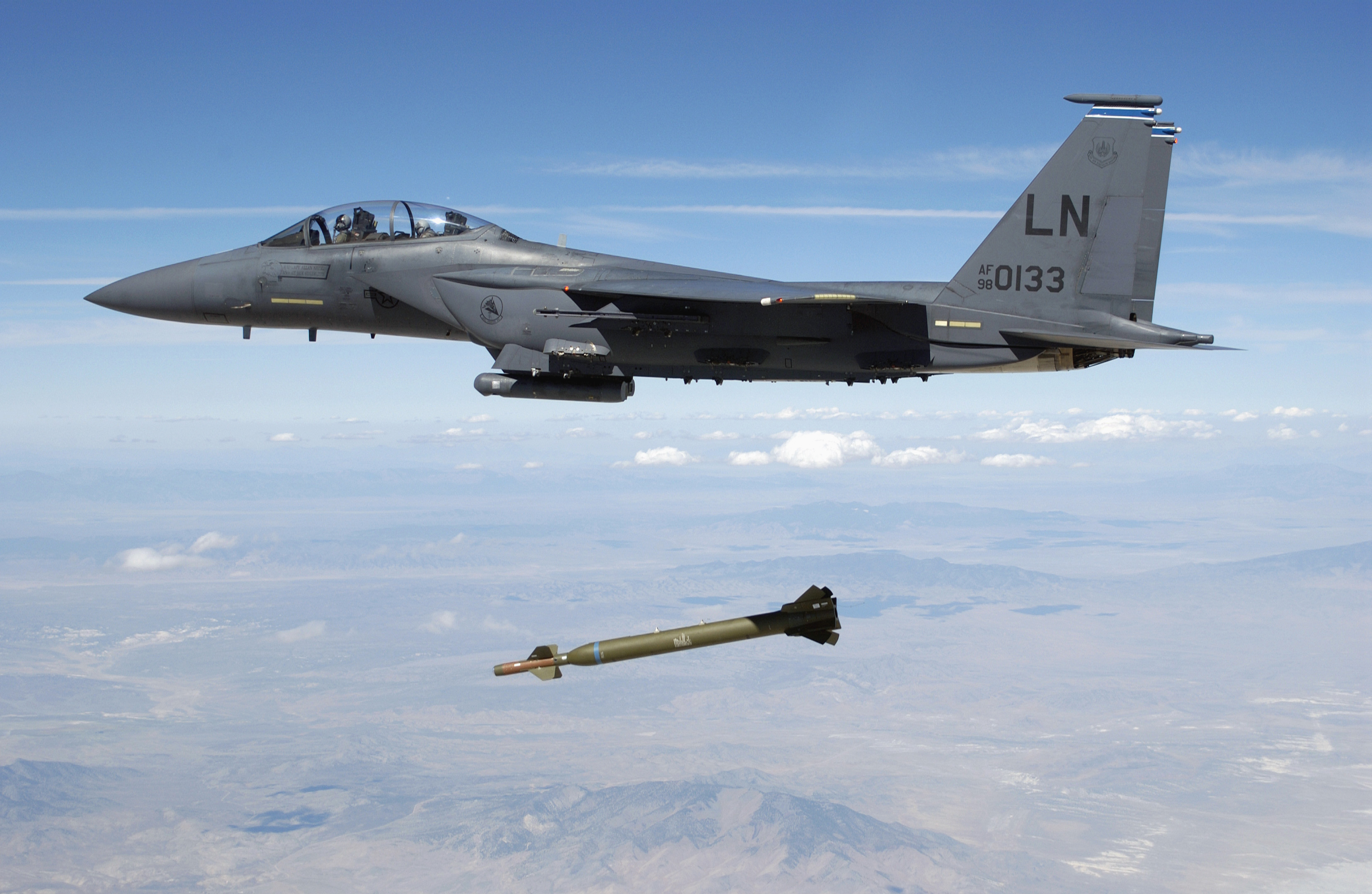
GBU-28を投下するF-15E
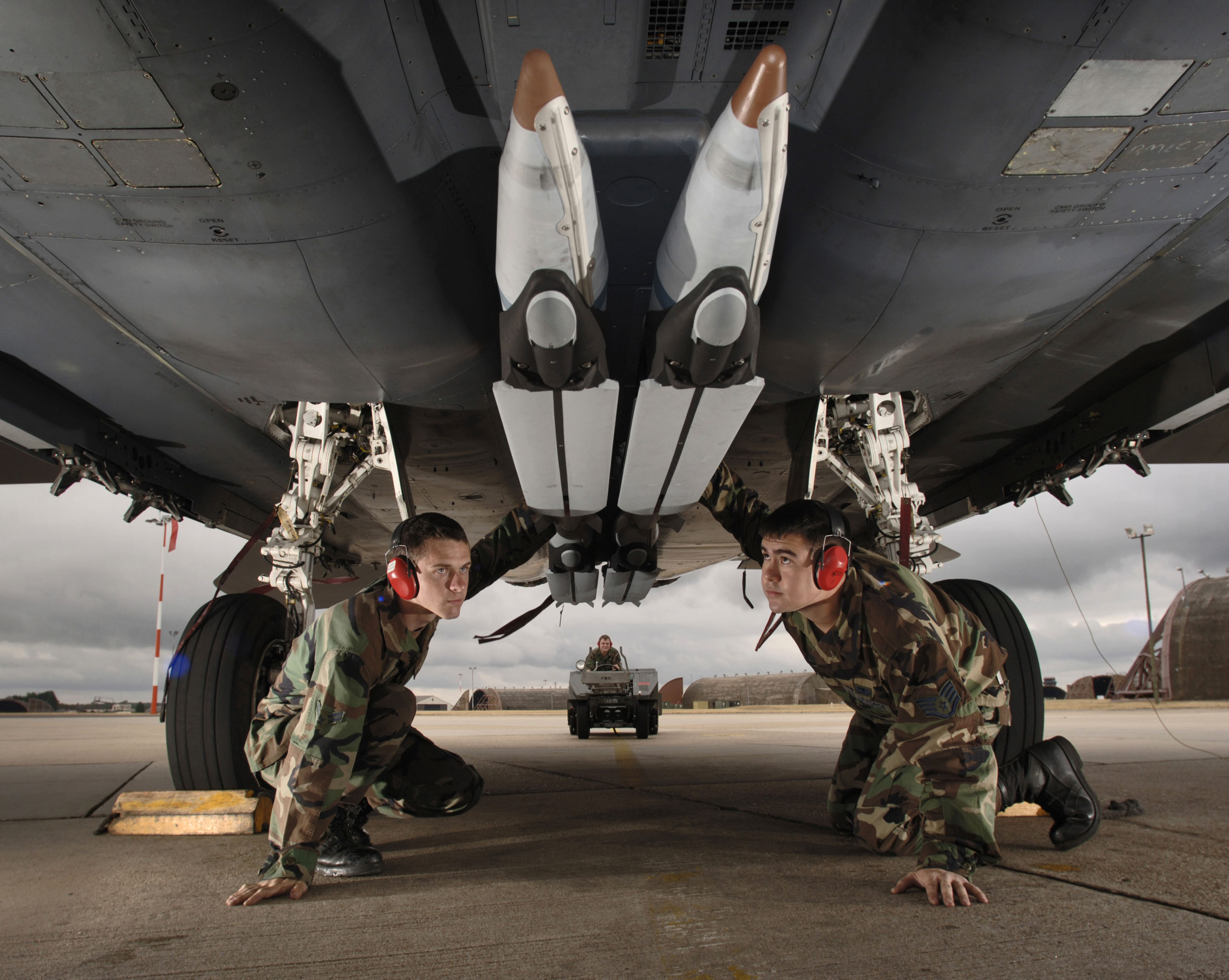
機体下部に搭載されるGBU-39
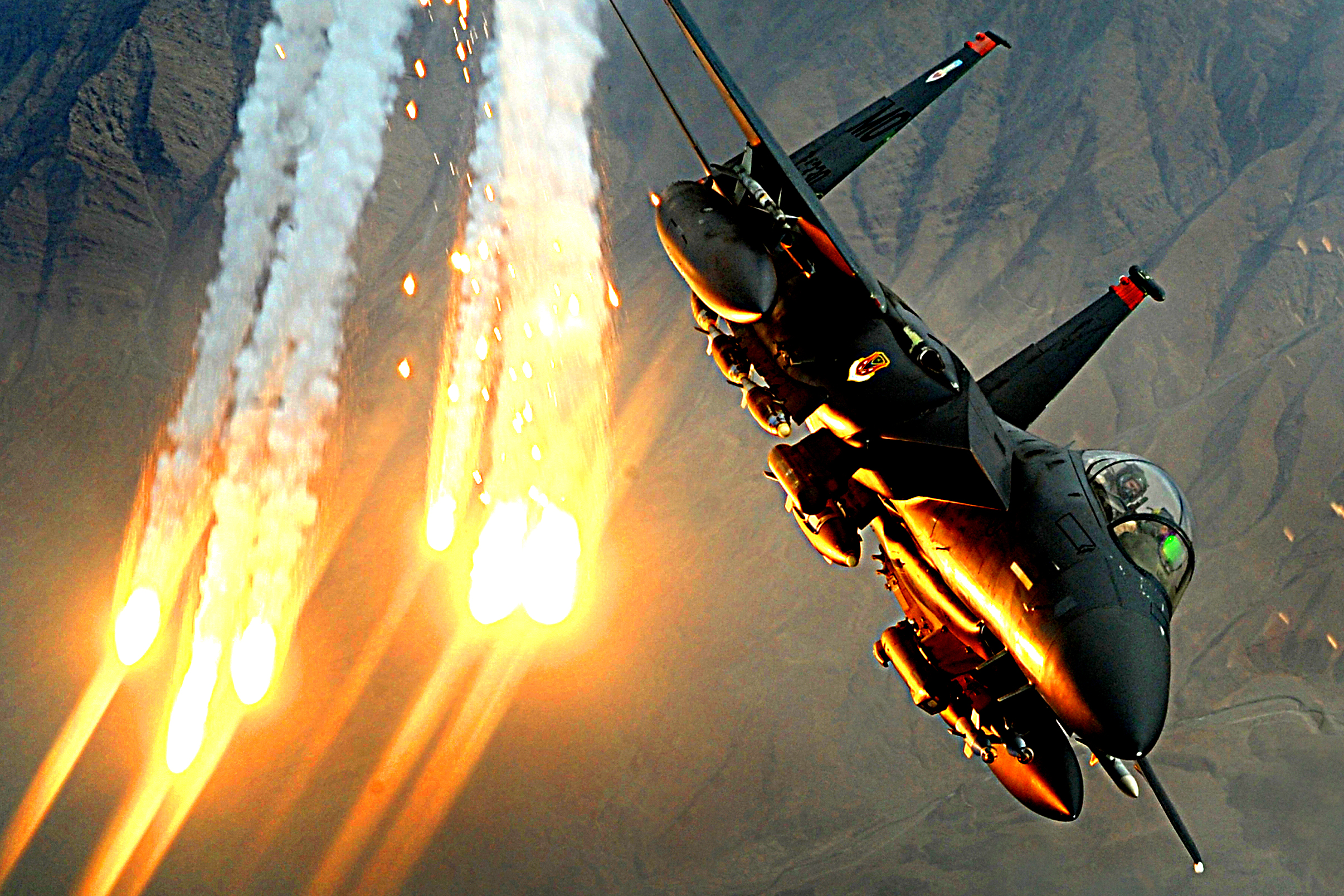
フレアを放つ第391戦闘飛行隊所属機

## アメリカ空軍での運用

### 概要

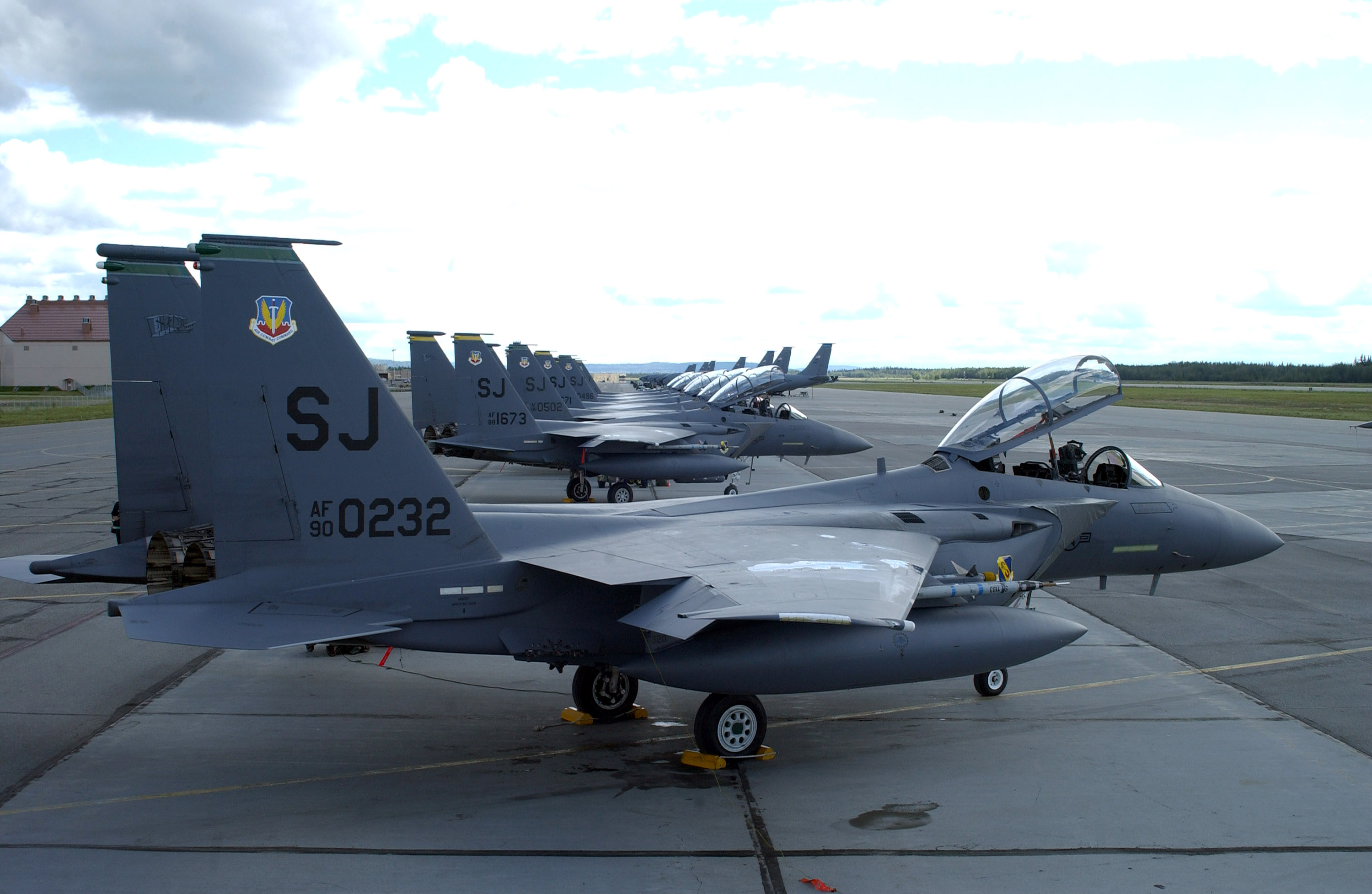
レッドフラッグに参加中のF-15E

アメリカ空軍（以下米空軍）は、F-15Eを4航空軍の6航空団、10の飛行隊で運用中である。
1988年4月にアリゾナ州のルーク空軍基地第405戦術訓練航空団第461戦術戦闘訓練飛行隊に配備され、1989年12月29日にはノースカロライナ州にある米空軍シーモア・ジョンソン空軍基地第4戦術戦闘航空団にて初めてF-15Eの飛行隊（第336戦術戦闘飛行隊）が創設され、初期作戦能力を得た。
計画当初は約300機の調達を予定していたが、コストと軍縮のために1994年に226機で生産を一度終了した。しかし、損耗補充分として1996年から再び10機が生産され、2004年までに236機製造された。
なお、この10機は各部にアップグレードが加えられたため、ボーイング社では227号機以降を意味するE-227と呼ばれ区別されており、F-15K以降の輸出型のベースになっている。現在でも225機が主力戦闘爆撃機として運用されている他、退役が発生しているF-15の補足分として、敵防空網制圧などの航空作戦任務に就く事もある。2012年の時点でも221機を保有している。
F-15Eは2030年代まで運用が続けられる予定である。後継機種については米空軍と米海軍がそれぞれ検討している第6世代戦闘機とする案、F-35の派生型とする案、無人機を有人機で運ぶとする案が検討されている。

### 実戦投入
配備から1年後の1990年8月2日、サッダーム・フセイン政権率いるイラク軍が隣国クウェートに侵攻し、首都・クウェートシティを占領、さらに8月6日には、その隣国であるサウジアラビア国境付近まで軍を展開した。サウジアラビアによるアメリカ合衆国を含む友好国への派兵要請に対し、ジョージ・H・W・ブッシュ大統領は即座にF-15Eなどの部隊をサウジアラビアに派遣した。11月29日には国際連合安全保障理事会決議678が可決されたが、イラク側が期限である1991年1月15日までに決議内容を履行しなかったため、1月17日に所謂湾岸戦争が勃発するに至った。
F-15Eは「砂漠の嵐作戦（Operation Desert Storm）」に参加し、F-15Cの護衛を受けながら対地爆撃を加えた。その後、地形追従レーダーによる夜間攻撃能力が見込まれ、当初AWACS支援下でイラク軍の対戦車攻撃、その後夜間のスカッドミサイル狩りに投入された。
作戦期間中、地対空ミサイルおよび対空砲火により2機が撃墜されたが、F-16での対地爆撃が困難の中、戦車やスカッドを大量に撃破する戦績を収めている。また、第335戦闘飛行隊に所属する89-0487号機は、ホバリング中のMi-24をレーザー誘導爆弾で撃墜するという稀有な戦果も挙げている。
1999年3月のコソボ紛争における「同盟の力作戦」、2001年のアフガニスタン侵攻における「不朽の自由作戦（Operation Enduring Freedom）」、2003年に勃発したイラク戦争における「イラクの自由作戦（Operation Iraqi Freedom）」でも地上支援などの対地爆撃に活躍した。イラク戦争で1機が地対空ミサイルで撃墜されている。
2011年のリビア紛争におけるオデッセイの夜明け作戦でも派遣された。その作戦中の3月21日未明にレイクンヒース空軍基地所属の91-0304号機が墜落した（乗員2名は無事）。原因は急激な機動（高高度・低速度下での100°にわたる急旋回）を行った際に発生した燃料供給ソフトウェアの不具合であった。
2017年6月には、シリアにおいて国籍不明の無人機を撃墜している。

### 近代化改修
米空軍は、2008年よりF-15Eレーダー近代化計画（RMP）を継続している。本計画ではAN/APG-70レーダーをF/A-18E/Fで使用されるAN/APG-79のプロセッサとAPG-63(V)3のアンテナを組み合わせ、新しい敵味方識別（IFF）電子走査アレイアンテナ、無線周波数同調可能型フィルター（RFTF）、従来型と比べて冷却能力が2.5倍に高められた改良型の環境冷却システム（ECS）を備えて、射程拡大、目標同時追跡能力などを強化して空戦能力のほか、保守性、維持性、整備性などの向上を図り、電子戦システムトレーダーの同時使用が可能となったAN/APG-82（V)1に変更するもので、2014年7月17日、最初の搭載機が受領された。
新型の電子戦システムであるAN/ALQ-250(V)1 EPAWSSへの変更も進められており、これは内装式の新しいデジタルレーダー警戒受信機、アップグレードされたチャフ・フレア・ディスペンサ、新しい光ファイバー曳航デコイなどを装えたもので、デジタル無線周波数メモリ（DRFM）技術の適応も期待されていた。メーカーはBAEシステムズとノースロップグラマンが競争を行った結果、2015年10月1日にBAEシステムズが選定された。2025年1月16日、レイクンヒース空軍基地で最初の搭載機が引き渡された。
また、以下の改修の実施を予定している。
- セントラルコンピュータのVHSIC+[注 14]への変更
- ミッションコンピュータのADCP II[注 15]への換装
- ナイトビジョンへの対応
- JMPS[注 16]の搭載
- 前席パイロット用のJHMCS統合
- デジタルビデオレコーダの搭載
- AN/AAQ-33 スナイパー照準ポッドへの対応
- モード5 IFFへの対応
- AIM-9XおよびAIM-120Dへの対応
- SDBへの対応
- CRTディスプレイの液晶カラーディスプレイへの換装[21]
- OFP[注 17]の最新ブロックへの更新

ADCP IIは2012年11月にマイルストンBに達する見込みで、換装は2016年会計年度の第四半期を予定している。
ディスプレイについては、選定が行われてきたが2015年8月18日IEE社製のディスプレイ（サイズ6.25インチ×6.25インチ、解像度1,024×1,024ピクセル、ブライトネス315fl、コントラスト350:1）が選定された。

### F-15X「イーグルII」計画

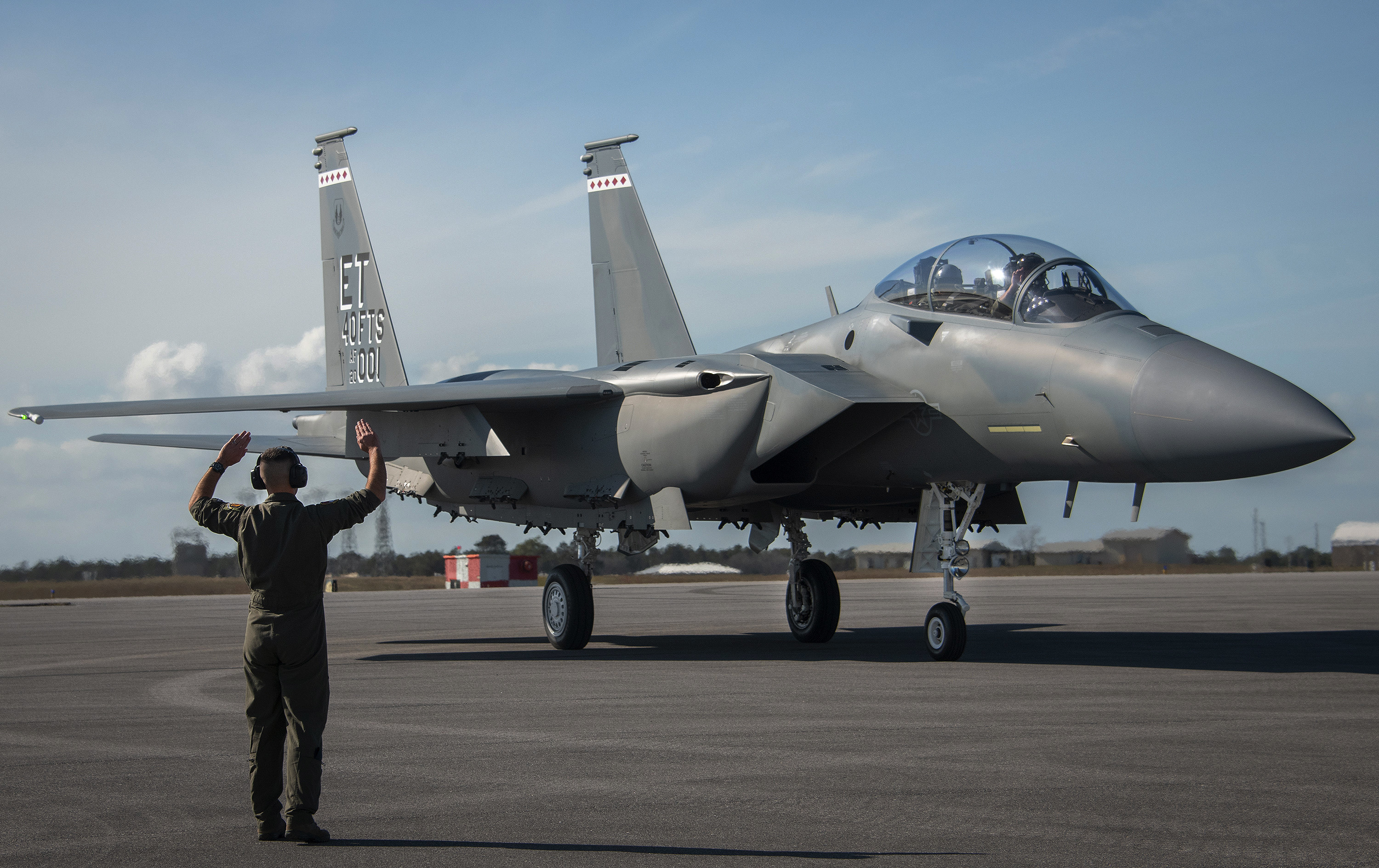
F-15EX

米空軍においては、いったんは調達が終了したF-15Eであるが、F-15C/Dの後継として新たに調達が行われる見込み。F-15Xの名称は2018年7月に明らかとなった。これは元々F-15C/Dを2040C改修で延命を検討していたが、米空軍のF-15C/Dは飛行時間が長く2030年まで運用を維持できるだけの寿命がないこと、コストの増加などで新造したほうが安上がりだったことによるものである。この調達は空軍の考えではなくコスト評価およびプログラム評価（CAPE）からきて元国防長官ジェームズ・マティスによって承認されたもので本来空軍は第5世代機のみに投資するはずであった。
しかしF-15C/Dの老朽化とF-35A調達のペースが遅いことを考えると、戦闘能力を維持する方法として新しいF-15を購入する計画を擁護せざるを得なくなった形である。デイヴィッド・ゴールドフェイン空軍参謀総長は、「F-15は決してF-35にはならないが容量が必要」と発言したが、品質よりも量の妥協を意味するのかどうかの質問に対しては、そうではないとした上で「それらは互いに補完し合っている」と発言している。またF-15Xの購入によるF-35の調達数への悪影響はないという。

#### 機体
F-15Xは基本的にF-15QAだが、新しいEPAWSS、およびそれに付随するOFP9.1など、米国独自のシステムをいくつか備える。最初のロットに関してはエンジンはフライバイワイヤと一致させるための試験のやり直しが必要となり調達が遅れる可能性があることなどからGEのF110を装備する。GEによるとF110-GE-129エンジンはF-15EXに完全に適合しているという。当初は全機がGEのF110エンジン装備の予定であったが、プラットアンドホイットニーがこの決定に対してGAOに抗議した為、空軍はGEのF110エンジンのみを使用する計画を打ち切り、F100エンジンの市場調査を行っている。
F-15EXは訓練用途にも使え、後席は大型フラットパネル画面、ヘルメットマウントディスプレイほか操縦用装置を搭載。複座型F-15EXは（単座型F-15CXと比較して）数百万ドル高くなる予定となっている。
エアフォースマガジンが報じているインフォグラフィックによると2万9,500ポンドの兵装を搭載でき、条件は不明ながらも上昇限度が6万フィート、最高速度がマッハ2.5で戦闘行動半径1,100マイルで運行経費は1時間あたり2万7,000ドルだとされている。さらにボーイングは利用可能になれば、極超音速兵器を発射することができるようになると主張している。
空軍の発言では運用中のF-15CとEと70パーセント以上の部品の共通性を持ち、ほぼ同じ地上設備、格納庫、シミュレーターおよび他の支援装備を使用することが可能で、F-35とほぼ同等の単価でF-15の飛行隊は数週間でF-15EXに移行することができるという（ボーイングは既存のインフラ（電源車やトーイングバー、整備器具などあらゆる機材）のうち約90%、スペアパーツも約80%を共通して使用できるとしている）。ただF-15EXはF-35やF-22のステルス特性とセンサーフュージョンを欠いているため、それゆえ現代の防空戦にはそれほど耐えられず、2028年が敵空域近くで運用できる限度となるだろうとしている。そのため、本土と空軍基地の防衛、防空が制限されているか存在していない飛行禁止区域の維持などで実行可能な任務を続けるという。
ステルス無人機の制御やネットワーク中継機としての役割も想定される。

#### 調達
2018年12月の報告では、アメリカ国防総省はF-15X計12機の調達費用を2020年度予算で12億ドル要求する見込みで、導入案は2019年2月4日公表の正式予算要求の一部となる予定だった。空軍の情報筋によると2020年度予算で、今後5年間で潜在的に80機購入する為の最初の予算だという。
2019年3月には2020年度の正式予算要求にてF-15EX計8機分の予算が要求され、最終的に2020年7月13日に空軍との間で調達に関する契約を締結することに成功したことが発表された。契約額は約12億ドル。この8機分は初期ロットでありフロリダ州エグリン空軍基地に配備され、試験作業の支援を行う。最初の2機の引き渡しは2021年第2四半期を計画しており、残りの6機は2023年に納入する予定。2021年度の予算要求では12機分を要求している。2020年8月、米空軍はフロリダ並びにオレゴン州防空軍の老朽化したF-15C を、F-15EX で代替することを発表した。
調達数
調達機数は2020年度に8機、2024年度までに80機と小規模に留まる予定だとされるが、アヴィエーションウィークでは「アメリカ空軍は2024年度までにF-15EXを80機含む144機を導入予定」と報告している。この注文を受けボーイングではセントルイス工場において、生産ラインの増強を始めており戦闘機を効率的に組み立てる方法を決定するためにエンジニアと製造の専門家を集める作業を開始した。最新の報告によれば米空軍では今後5年間で計76機のF-15EXを調達する計画。無期限配備数量未確定契約の全体計画については230億ドルが上限となっている。
導入に対する反応
アメリカ合衆国行政管理予算局（OMB）は7月9日公表の資料においてF-15の主要なサブプログラムとしてF-15EXを指定することに反対し、試作機2機分の予算のみ計上するように提案している。また、アメリカ空軍の機関誌のエアフォースマガジンではF-35との運用コストの差が小さくなったことを挙げ調達に懐疑的な姿勢を示している(2019年時点では900万ドルのコスト差があるが2025年の見込みではF-35の方が30万ドル安くなる)他、アメリカ議会にはF-35の調達を増やすため、F-15EXの数を減らすべきとの主張もある。

#### 初飛行
F-15EX は2021年2月2日に初飛行した。

#### 配備
F-15EX 初号機は2021年3月10日に米空軍に引き渡され、追加テストのためフロリダ州エグリン空軍基地に配備された。2021年4月8日、この機体の正式愛称が「イーグル II」とされることが公表された。

### 配備基地
- 航空戦闘軍団

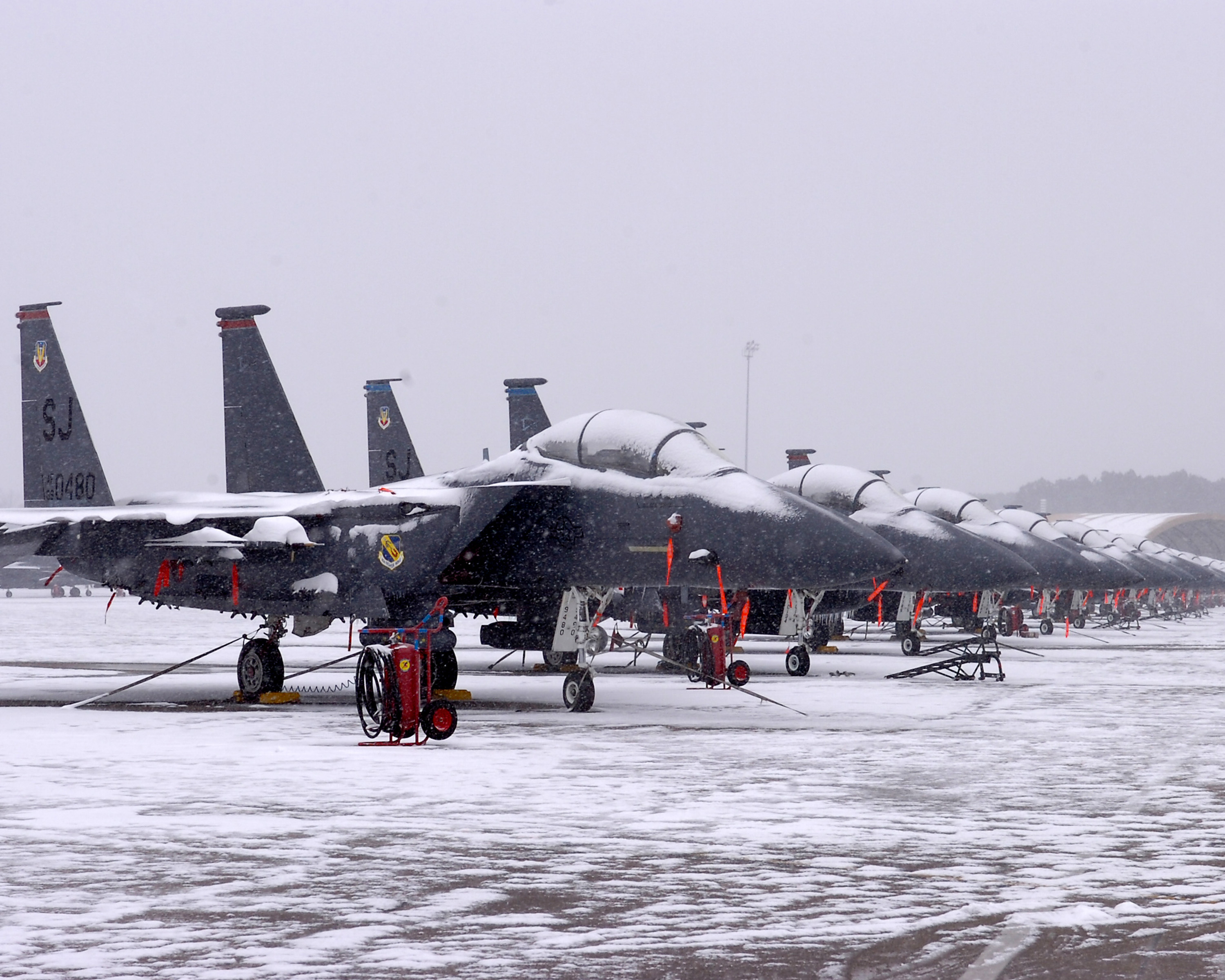
シーモアジョンソン空軍基地所属機

  - シーモアジョンソン空軍基地（ノースカロライナ州）
第4戦闘航空団
 - 第333戦闘飛行隊 "Lancers"（乗員訓練飛行隊）
 - 第334戦闘飛行隊 "Eagles"（乗員訓練飛行隊）
 - 第335戦闘飛行隊 "Chiefs"
 - 第336戦闘飛行隊 "Rocketeers"
  - エグリン空軍基地（英語版）（フロリダ州）
第53航空団
 - 第85試験評価飛行隊 "Skulls"
  - ネリス空軍基地（ネバダ州）
第53航空団
 - 第422試験評価飛行隊 "Green Bats"
第57航空団アメリカ空軍兵器学校
 - 第17兵器飛行隊 "Hooters"
  - マウンテンホーム空軍基地（アイダホ州）
第366戦闘航空団
 - 第389戦闘飛行隊 "Thunderbolts"
 - 第391戦闘飛行隊 "Bold Tigers"
 - 第428戦闘飛行隊 "Buccaneers" F-15SG（シンガポール空軍乗員訓練飛行隊）
- 在欧アメリカ空軍・アメリカ空軍アフリカ
  - レイクンヒース空軍基地（イングランド）
第48戦闘航空団
 - 第492戦闘飛行隊 "Madhatters"
 - 第494戦闘飛行隊 "Panthers"
- 空軍予備役軍団
  - シーモアジョンソン空軍基地（ノースカロライナ州）
第414戦闘航空群
 - 第307戦闘飛行隊 "Stingers"（人員のみ/機体は第4戦闘航空団と共用）
- 空軍資材軍団
  - エグリン空軍基地（英語版）（フロリダ州）
第96試験航空団
 - 第40飛行試験飛行隊 "Fighting Fortieth"

## 世界のF-15E
ベースとなったF-15は、アメリカ空軍さえ安価なF-16とのハイ・ロー・ミックスを強いられる程の高価な機体であり、裕福な親米国への輸出に限られたこと、本機は強力な対地攻撃能力を持つことから、アメリカ政府は当初、輸出に慎重だった。
しかし現在では、本機の性能を上回るF-22が登場したこと（納入先はアメリカのみ）により、F-15Eをベースとした派生型を積極的に売り込む姿勢を見せている。F-15Aの登場から30年以上を経て、多くの新型戦闘機が登場した現在では、むしろF-15Eは他の戦闘機に比べて相対的に低価格とみなされ、採用例も多くなった。
デジタル・フライ・バイ・ワイヤを採用したF-15SA以降のモデルはアドバンスドイーグル（Advanced Eagle）とも呼ばれ、形式に「アドバンスド（Advanced）」を意味するAが入っている。

### サウジアラビア

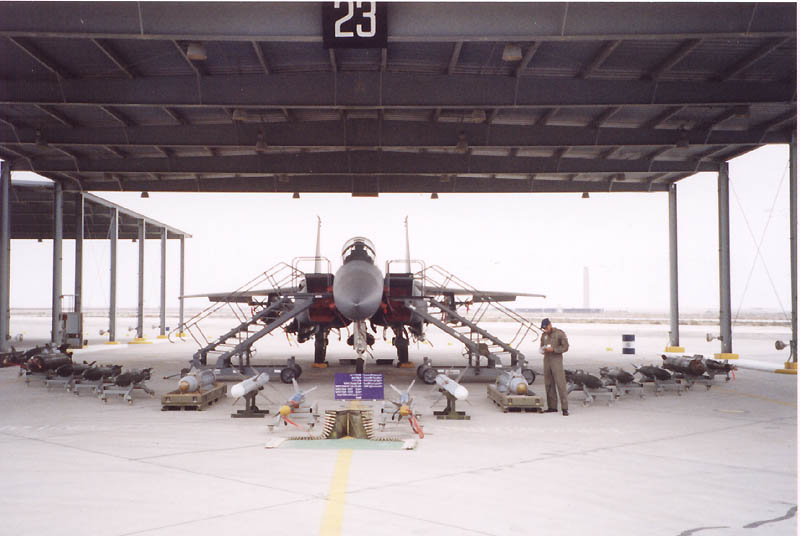
サウジアラビア空軍のF-15Sと搭載兵器

1993年にF-15Eを海外で初めて採用したサウジアラビア空軍へは、F-15Sが輸出されている。F-15Sはレーダーの能力低下（グランドマッピングモード廃止、合成開口モードの精度の低下などのダウングレードを施したAN/APG-70Sを搭載）、AN/AWG-27 PACSからの一部の兵装運用能力の削除、AN/ASW-51自動操縦装置からの地形追従モードの削除、航法装置のダウングレード（GPSを民間グレードに変更）、TEWS（戦術電子戦システム）やECMのダウングレードなどF-15Eの戦闘能力に大きなダウングレードが加えられている。搭載する照準システムもLANTIRNのダウングレード型であるAN/AAQ-19シャープシューター照準用ポッド・AN/AAQ-20パスファインダー航法用ポッドを搭載する。導入機数は72機で、内最初の24機は空対空戦闘に特化されており、残りの48機は対地攻撃能力を持つマルチロール型となっている。搭載するエンジンはF100-PW-229で、塗装はC/D型と同じ制空迷彩である。
国情から海外のエアショーへの展示やマスコミへの公開がないため、運用状況に不明な点が多いが、後にスマート兵器の携行能力付加などの能力向上改修を実施しており、2007年からはF110-GE-129C（後述）へのエンジン換装を行っている。
また、2011年12月には新規製造のF-15SAを84機購入し、70機のF-15SをSA仕様に能力向上させる契約を結んだ。F-15SAはF-15Eの最新型で、AN/APG-63(V)3 AESAレーダーやデジタル式電子戦システム（DEWS）、電子光学式偵察システムであるDB-110デジタル式偵察ポッドや赤外線捜索追跡装置など、F-15SGよりさらに一歩進んだ装備を搭載している。操縦系に関しても最新のデジタル・フライ・バイ・ワイヤに換装されており、この恩恵で主翼外側のステーション1およびステーション9のECMポッド用ハードポイントを空対空ミサイル用として開放したことで、従来の最大8発に加えてさらに4発の空対空ミサイルを追加装備できるようになっている。さらに、これに加えて内側のステーション2およびステーション8にあるミサイル用ランチャーを倍化して空対空ミサイルを最大16発搭載した画像も公開されている。搭載する照準システムは、LANTIRNのAN/AAQ-13航法ポッドとAN/AAQ-33スナイパーXR目標指示ポッドの組み合わせとなっている。F-15SAは2013年2月20日に初飛行し、2017年1月25日には配備されて間もない機体が披露された。

### イスラエル

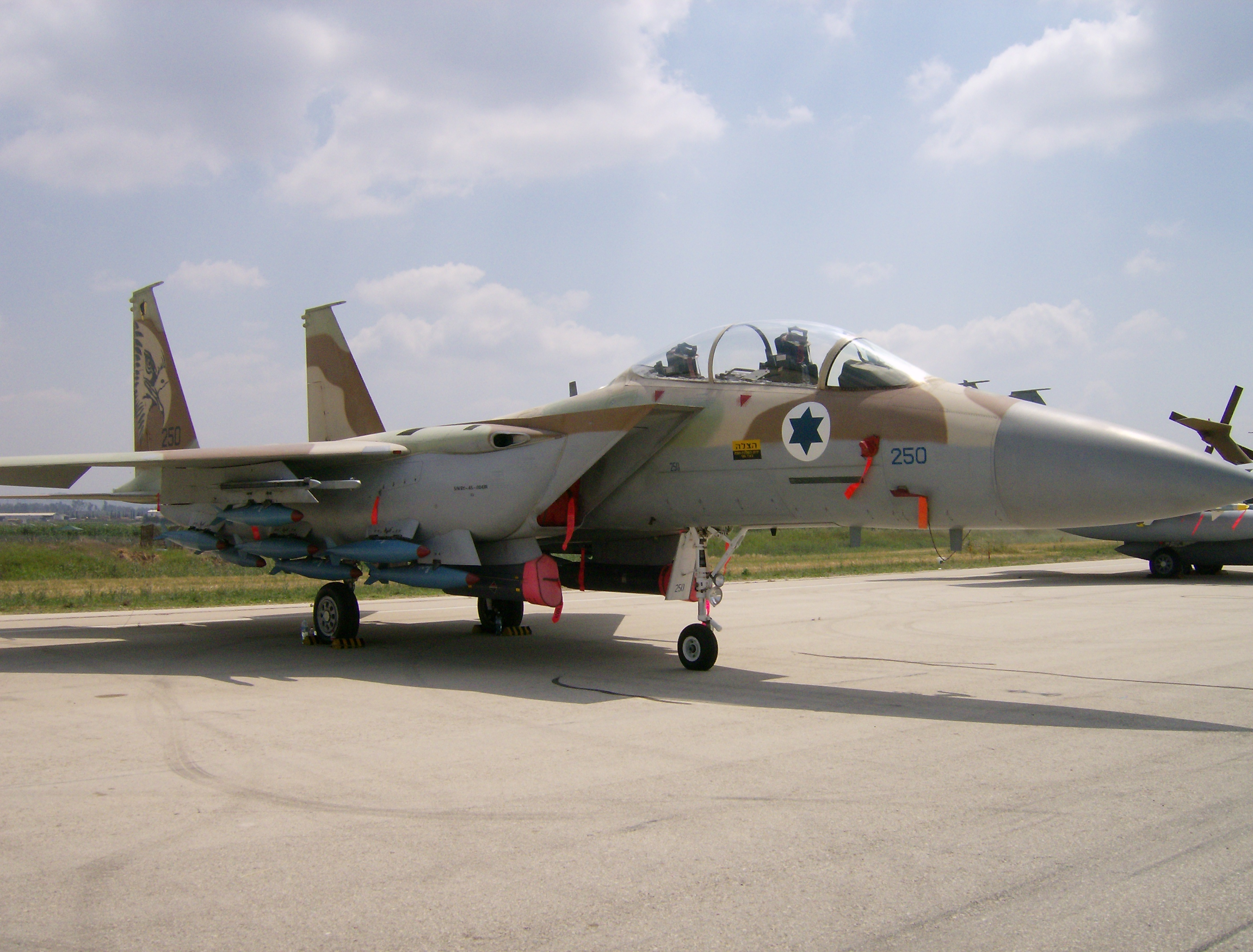
F-15I ラーム（Ra'am）
イスラエル空軍第69飛行隊所属機

イスラエル空軍は、ヨム・キプール戦争によるピース・フォックス計画からF-15を導入しているが、1994年のピース・フォックスVでF-15Eに若干の改修を加えたF-15I ラーム（Ra'am）を25機導入している。機体はイスラエル空軍の従来のF-15A/B/C/Dや米軍のF-15Eとも異なる、砂漠迷彩の塗装が施されている。
エンジンはF100-PW-229を採用。TEWSはイスラエルが独自開発の電子戦システムを搭載することを要求したため、代わりにイスラエル製のエリスラSPS-2110IEWSが搭載されている。そのほかDASHヘルメットマウントサイトの運用能力付加、独自のセントラルコンピューターやGPS/INS航法システム、データリンクシステムの組み込みを実施している。
LANTIRNは当初供与されなかった（これを補う形で独自開発したのがライトニングで、F-15Iが運用することもある）が、後に輸出が承認され、運用している。後にエルビット・システムズが開発したDASHヘルメット内蔵式照準装置の運用能力が追加され、UAVの管制能力も付加されている。更に2016年1月には構造の変更、アクティブフェーズドアレイレーダー（AN/APG-82 (V)1と推定される）を含むアビオニクスの更新、不特定の新しい兵器システムの追加などを実施する改修が承認されている。
配備状況としては、1機が飛行運用試験部隊である第601飛行隊 (テルノフ空軍基地) に配備された他は、全て第69飛行隊"ハンマーズ・スコードロン" (ハツェリム空軍基地) に集中配備されている。
更なる追加購入も検討中である。1999年には最初の追加購入が検討されたが、費用対効果などの観点からF-16I スーファが採用されたため実現しなかった。2018年11月にはF-35の補完用としてF-15IAを購入すると報道されたが、否定され最終決定は下されなかった。その後はF-35と併せF-15Xについても情報要請を行っているものの、予算の関係上どちらか一方となる見込みだったが、2020年になってF-35の追加機と共にF-15IAを購入することが決定された。機数は25機で、既存のF-15Iも25機をIA相当に改修する計画である。

### 韓国
概要
F-4（F-4DとF-4Eの一部）の後継機選定の第1次F-Xにおいて、F-15Eはラファール、Su-35、タイフーンと共に選考対象となり、ラファールとの比較となった最終選考の結果、2002年3月にF-15K スラムイーグルとして採用され、機体単価約1億300万ドル（約126億円）での調達が決定された。
2004年10月に初号機が完成しており、2005年3月に初飛行している。同年10月には引渡しが開始され、2008年10月にはF-15K計40機（実際には1機失われたので39機）の配備を完了している。また、第2次調達分として総事業費2兆3,000億ウォンで21機（当初20機の予定だったが、交渉の結果損耗補充用として1機追加）を発注しており、こちらはF-15K41と呼ばれている。F-15K41は2010年4月に初飛行しており、同年9月には引渡しが始められている。
機体

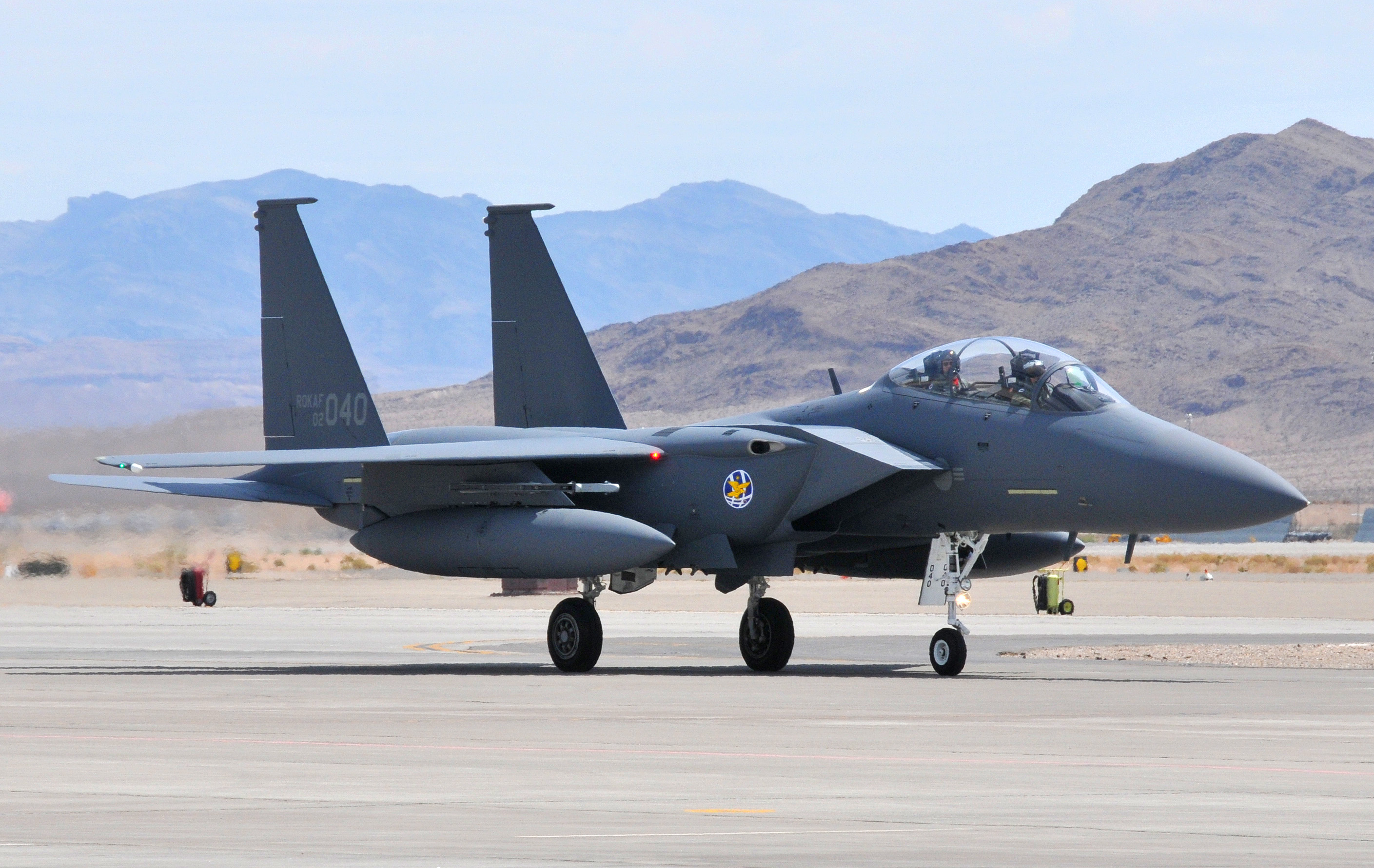
レッドフラッグに参加中のF-15K（ネリス空軍基地にて）

基本的にはE型を踏襲しているが、韓国の要求に合わせて大きな改修が加えられている。エンジンは第1次F-X調達分はF110-GE-129を韓国のSTW（サムスン・テックウィン）社がライセンス生産したF110-STW-129、第2次調達分ではF100-PW-229EEP（EEPはEnhanced Engine Packageの略）を搭載している。前部胴体や主翼など機体の一部は韓国国内で製造されている。
兵装面ではAIM-9Xの運用能力を標準で備えているほか、AGM-84ハープーン空対艦ミサイルとAGM-84Eスタンドオフ空対地ミサイルSLAM-ERの運用能力が加えられ、対艦攻撃能力を得たことでより一層の多目的化を果たしている。だが、SLAM-ERを誘導するためのデータリンク周波数帯は既に第3世代携帯電話の通信媒体IMT-2000で使用され、かつ8割を超える携帯電話の普及率から周波数帯が既に枯渇状態となっていたため、韓国空軍はボーイング社と周波数変更などの協議を行った。結局、周波数の変更には約100万ドルの費用（SLAM-ER 2発分）と1年の期間を必要とするため、有事の際は、国民に混乱を来たす懸念を甘受して一部の携帯電話回線を停波させてSLAM-ERに周波数を割り振ることに決定した。2006年には実際にSLAM-ERの発射試験が行われ、目標に直撃している。また、同年、高度20,000ftからのJDAM3発の投下試験において全弾目標の2.1m以内に命中しており、着実に運用の実績を積み重ねている。
アビオニクス面では、E型より進歩した装備を搭載する。レーダーとしては対地攻撃機能が付加され、地上移動目標捜索（GMTS）、地上移動目標追跡（GMTT）などのモードを備えたAN/APG-63(V)1を搭載。電子戦装備としてはTEWSの最新型であるAN/ALQ-135Mを装備し、ALR-56C(V)1レーダー警報受信機、AN/ALE-47チャフ・フレア・ディスペンサーを装備している。セントラルコンピュータはE-227以降の米軍向けF-15Eと同様先進表示コア処理装置（ADCP）となっており、処理速度が向上している。搭載する照準システムとしては、第3世代の航法・目標照準ポッドとして、ロッキード・マーチン社が開発したタイガーアイを装備しており、航法ポッドはAN/AAQ-20、目標指示ポッドはAN/AAQ-14を搭載している。タイガーアイは、LANTIRNシステムをさらに発展させたものであり、航法用ポッドには中波赤外線を使用した前方監視赤外線（FLIR）と地形追随レーダー、目標指示ポッドには電荷結合素子（CCD）TV、40,000ftレーザー、長距離赤外線捜索追跡（IRST)システムの機能を有しており、長距離からの精密誘導空対地兵器の使用を可能としている。また、2011年からはスナイパーATPの輸出型パンテーラを装備している。
そのほか、ナイトビジョン対応コックピット、統合型質問/トランスポンダー、統合ヘルメット装着キューイング・システム（JHMCS）、6インチカラー液晶ディスプレイ、2重の結合型全地球測位システム/慣性航法装置（GPS/INS)、新戦術航法装置（TACAN）、飛行データ記録装置、デジタル式ビデオ録画装置、AN/ARC-232VHF/UHF通信機の装備と更新が行われている。一方で誤差範囲を10mから1mに縮めることが可能なDPPDBというソフトウェアはインストールされていない。韓国はこの問題に関してアメリカに支援を要請し、アメリカは難色を示したが解決の方向に向けて交渉を行ったという。また、TDL-K計画に基づき、韓国空軍の新しい標準戦術データ・リンクとなる予定のリンク 16に対応するため、統合戦術情報伝達システム（JTIDS）を搭載しているが、現時点ではまだ地上側設備も整っておらず、F-15K同士以外では、烏山市の中央防空統制所（MCRC）やE-7、韓国海軍のイージス艦である世宗大王級駆逐艦とリンクできるのみの状態となっている。
2011年10月にはタイガー・アイを韓国が無断で分解し、リバースエンジニアリングした疑いがあるとして、アメリカ国防省が調査に乗り出す事態になっていた事が判明している。しかしながら調査の結果、アメリカは韓国空軍が機材の取り扱いで違法な事をしていなかったと結論付けて、決着している。
事故
2006年6月、韓国大邱基地から単独で離陸し、日本海上空で夜間飛行訓練を実施していた5号機がレーダー監視からの消失後、浦項沖北西48km地点に墜落した。墜落原因はパイロットが対G訓練不足によるG-LOCにより気絶したためとされている。
2007年2月に大邱基地で牽引走行中、通過したマンホールが地盤の不良により抜けて右主脚を落下させ、破損した右主翼の修理が行われる事故が発生した。
2010年7月21日には、後席に試乗した韓国空軍大学総長（少将）の誤操作によりタキシング中に非常射出を行い、機体修復に10億ウォンを要する損害を被るという稀な事故も起きている。
2018年4月5日13時半頃に大邱基地から離陸し任務を終え帰還中のF-15Kが、14時38分に慶尚北道漆谷郡にある遊鶴山に墜落し、搭乗者2名が死亡した。F-15Kの墜落は2006年に続いて12年ぶりであった。

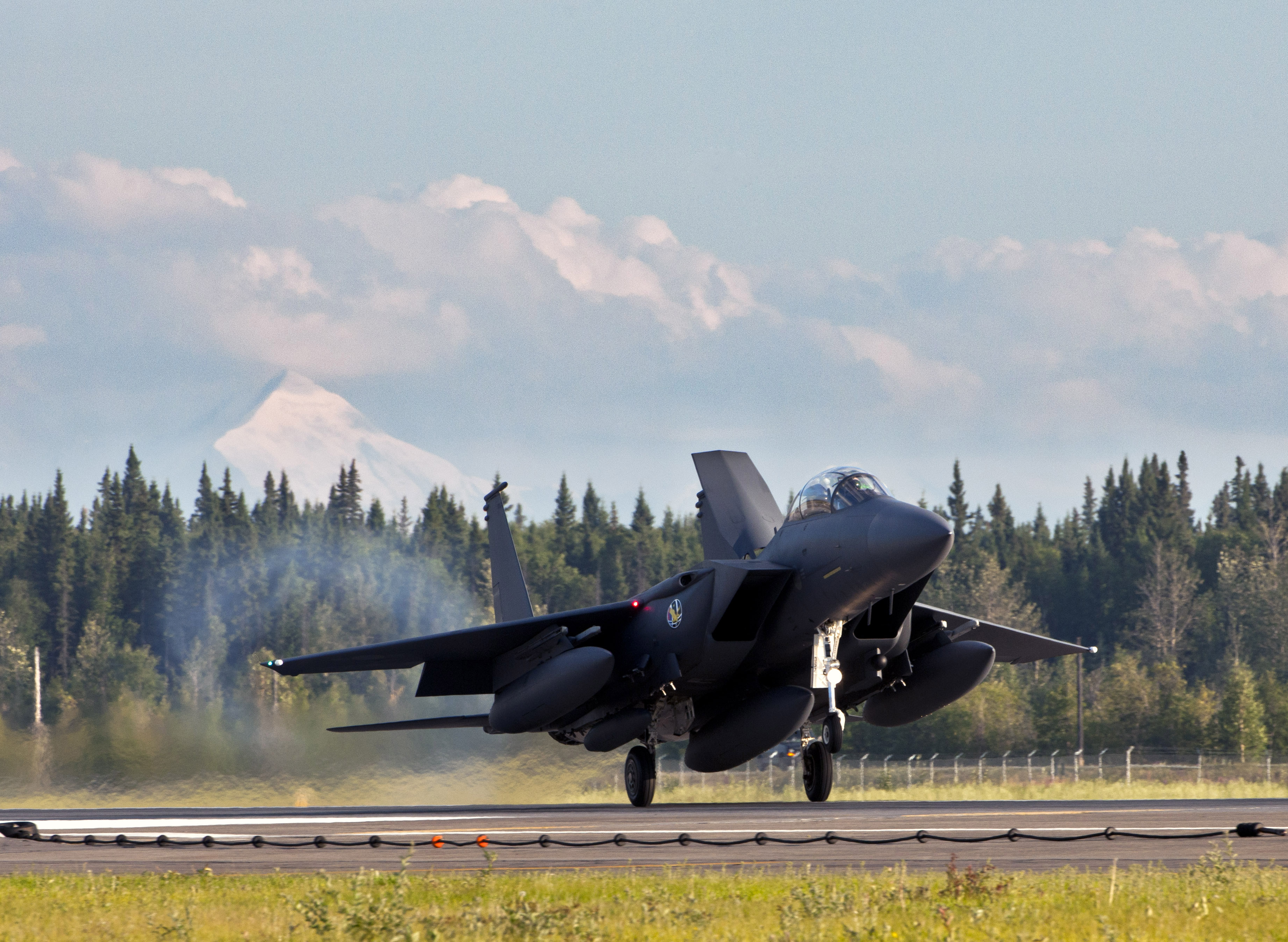
着陸するF-15K
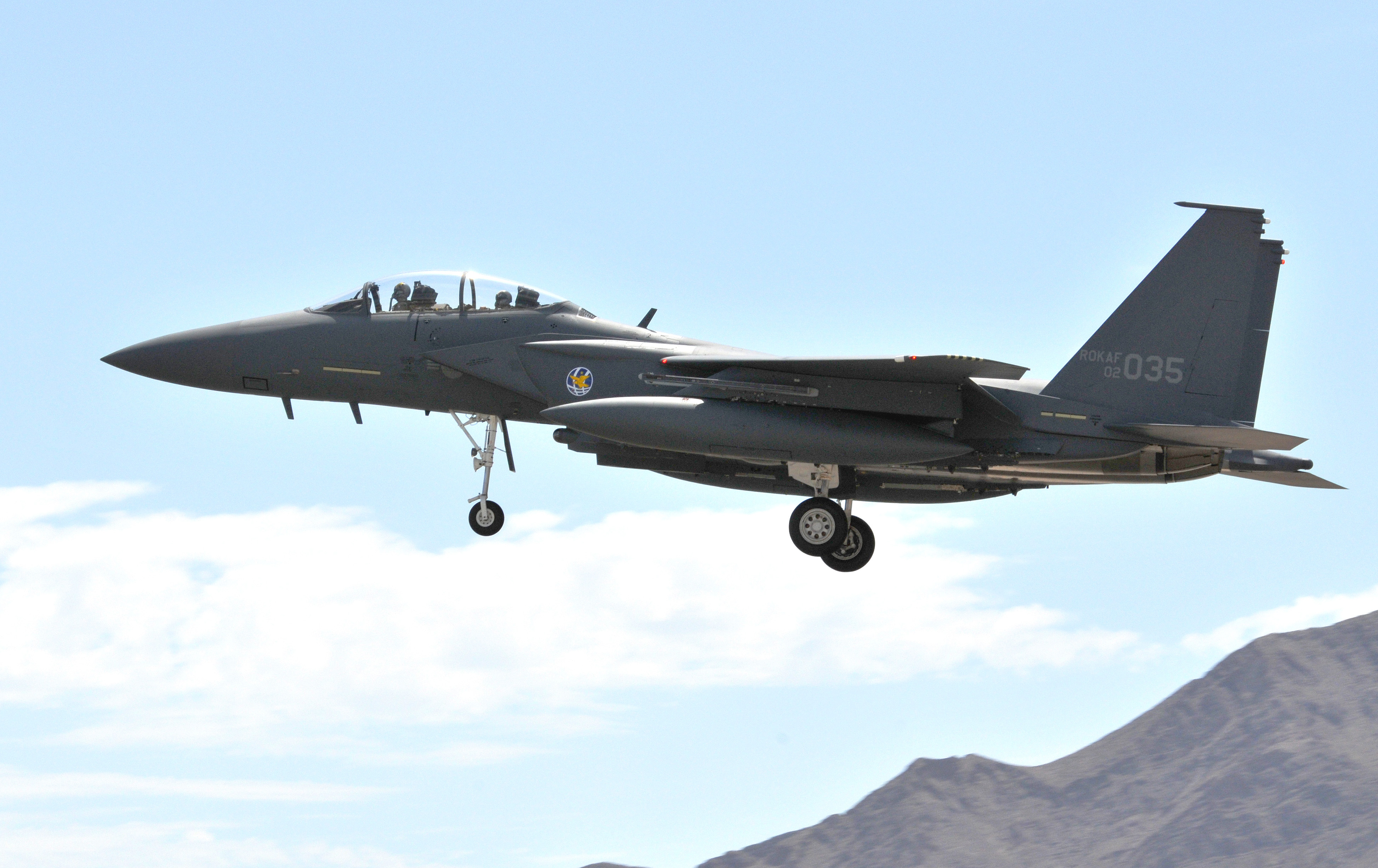
離陸直後のF-15K
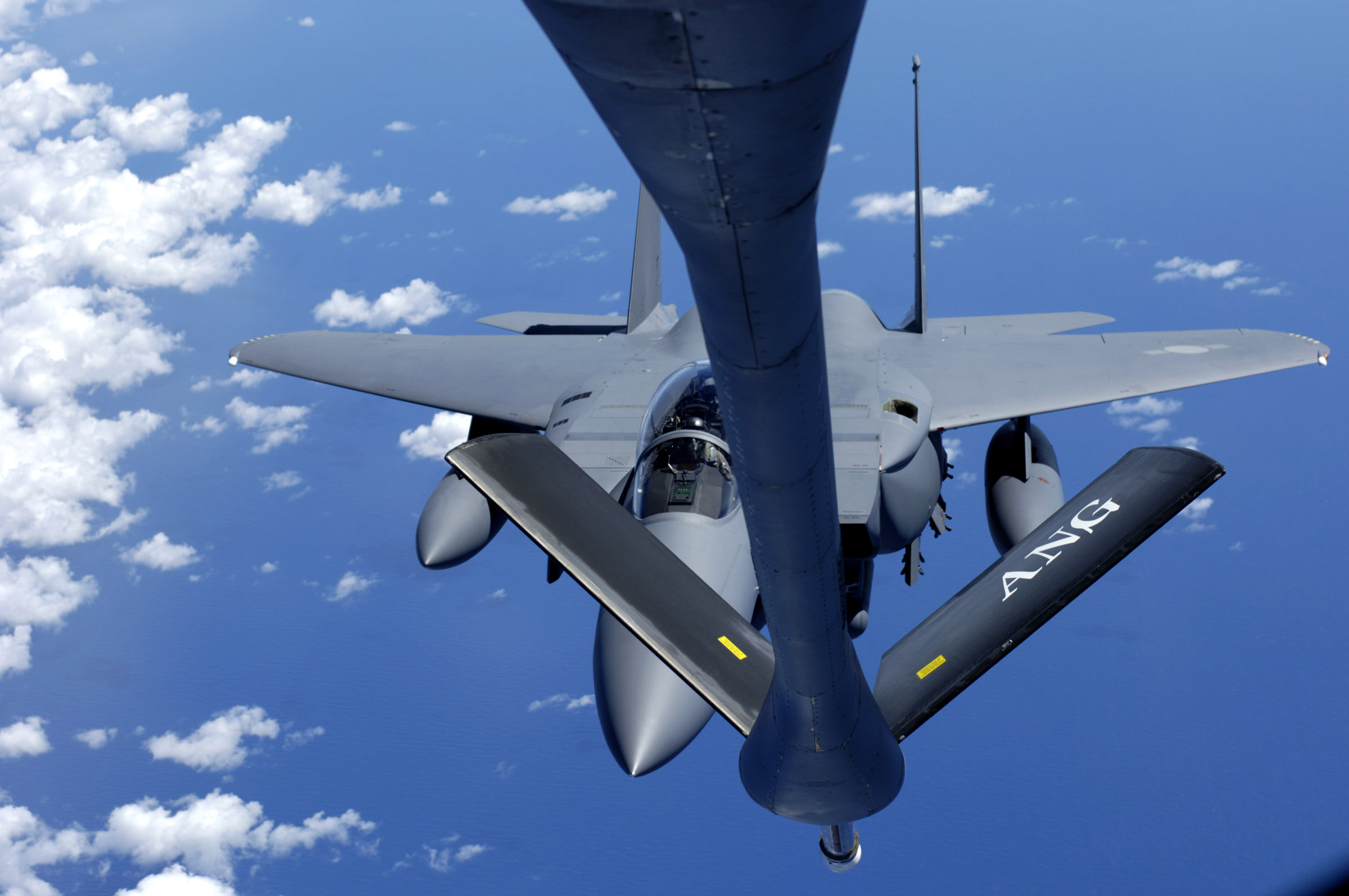
KC-135とともに空中給油訓練を行うF-15K

### シンガポール

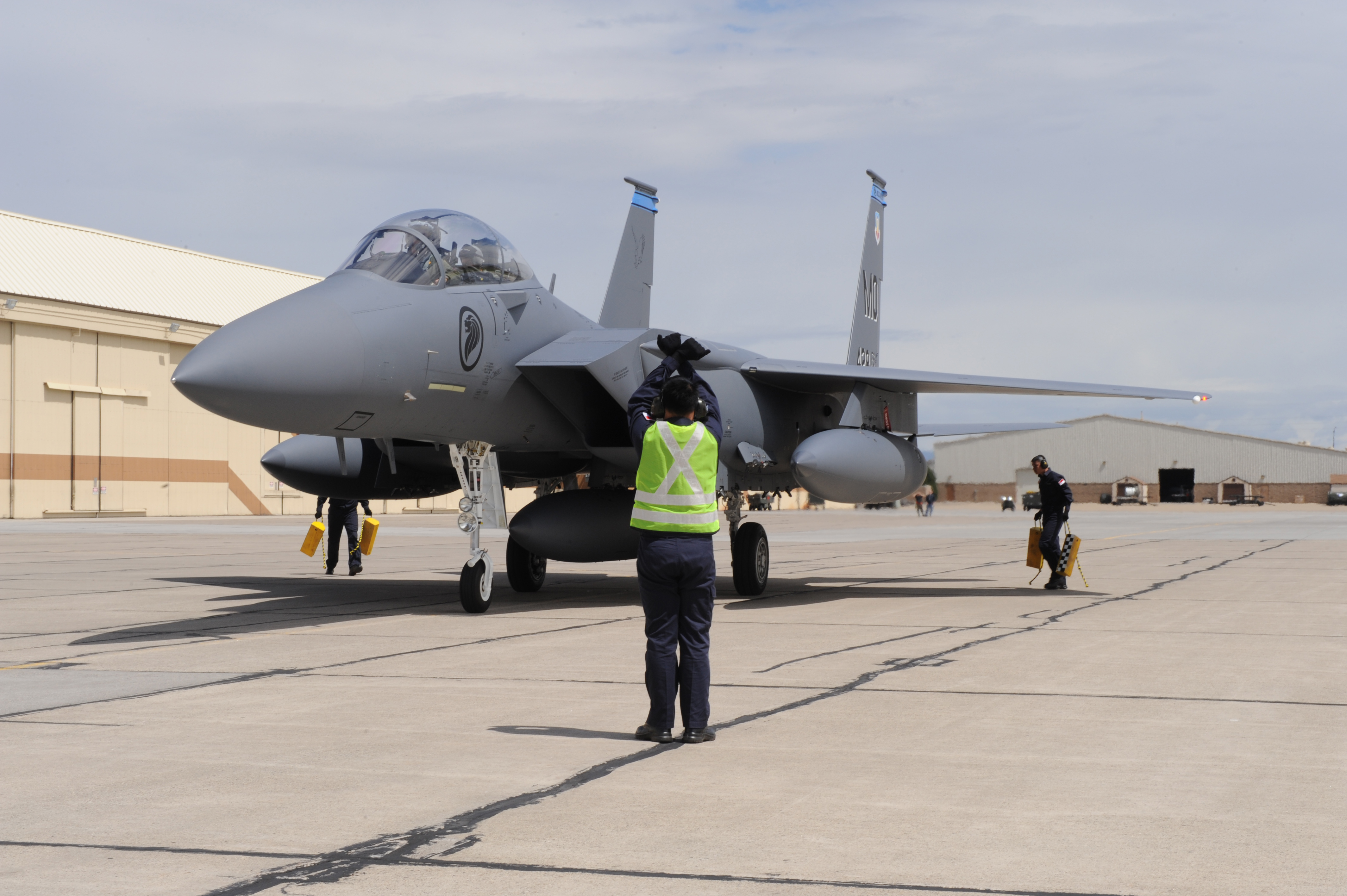
F-15SG

シンガポール空軍では、2005年9月にA-4SUの後継機としてF-15SGを12機（後に追加され24機）導入することが決定され、2008年11月には初号機がロールアウトしており、2010年4月にシンガポールのバヤレバ基地に最初の5機が到着して配備が始まっている。2014年8月24日には16機を追加調達したことが報じられた。2023年時点で40機を保有している。
F-15SGは基本的に韓国向けのF-15Kと同じだが、レーダーはAN/APG-63(V)3 AESAレーダーを搭載しており（ただし、走査能力など一部の機能がダウングレードされている）、照準ポッドとしてスナイパーATPの輸出型パンテーラを搭載、エンジンは信頼性向上型のF110-GE-129Cを採用している。また、コックピット側面にミサイル警報装置が追加されており、以降のモデルにも踏襲されている。機体の一部はF-15Kと同じく韓国で製造されている。

### カタール
2016年11月にはカタール空軍がF-15QA72機を211億ドルの予算で導入することが発表されたが、2017年には米国防総省が36機を60億ドルで売却すると発表した。F-15QAは2020年4月14日に90分の試験飛行に成功した。愛称はアバビル。
F-15SAをベースに両方のコックピットに新しい10 x 19インチの大面積ディスプレイを追加しこれに対応する形で先進ディスプレイコアプロセッサ（ADCPII）を装備、HUDもロープロファイルのものを最初に搭載する。レーダーとしてはF-15Eの近代化改修で搭載が開始されているAN/APG-82(v)1を装備する。

## 型式
F-15Eについては、採用国の要求に合わせた改修が施された機体が多く作られている。これに加え、E型をベースとした発展機の提案もなされているが、こちらは現在までに採用実績はない。

### 基本型
F-15E
対地攻撃能力増強のためベースのF-15Bから機体構造他大幅な再設計を行ったアメリカ空軍向け基本型
F-15I
イスラエル向けのF-15E
F-15K
韓国向けのF-15E
F-15S/SA
サウジアラビア向けのF-15E
F-15SG
シンガポール向けのF-15E
F-15QA
カタール向けのF-15E
F-15EX
アメリカ空軍向け最新型。

### 計画のみ
F-15F
単座の制空戦闘機に回帰した構想のみの機体で、対地攻撃用途はこれに付随する形となる。
アメリカ空軍向けに稼働していたF-15Eの生産ライン維持のため、イスラエルやサウジアラビア、西ヨーロッパ諸国への売り込みが図られていた。E型の輸出が容認され、選定国の何れもがE型を採用したため、開発される事はなかった。
F-15 FOWW
F-4Gワイルド・ウィーゼルの後継機計画FOWW（Follow on Wild Weasel）で提案された機体。ワイルド・ウィーゼル用の機材を搭載し、その一部は胴体下面にコンフォーマル・パックに収めて装着される。武装はAGM-88 HARM、AGM-65 マーベリックが予定された。
後継機としてはF-15 FOWWの他、F-16C/D（Block 50/52）やトーネード ECRの計3種が検討対象とされたが、F-16が選定されたため、採用される事はなかった。
F-15FX
日本の第4次F-X（F-4EJ改の後継機種選定）においてF-15Eが検討対象になったことを受け、F-15Eを高機動化させた空対空能力向上型（単座型も提案されていた）。F-15本来の機種である制空戦闘機に回帰しようとした日本向け改修型として、ボーイングが提案した機体である。F-15SAと同様に主翼外側ハードポイントを空対空ミサイル用として再び開放し、レーダーはAN/APG-63(V)3もしくはAN/APG-82(V)1を搭載する予定だった。
F-15FX案の有利な点としては、F-4の単純な後継機としてステルス機としての運用を前提としないマルチロール機、および戦闘爆撃機としての比較であれば性能上の不利はないことと、ライセンス生産可能であり、なおかつ大量のF-15を生産・運用しているため、生産から整備・運用・操縦に至るまで機体についてノウハウがあることが挙げられていた。
2011年に行われた防衛省への最終申込において、ボーイングはF/A-18E/Fの方が採用される可能性が高いとしてF-15FXを提案しなかったため、候補から脱落した。なお、同年12月にF-35が第4次F-Xとして選定されている。
F-15U
F-15Eの主翼面積を若干拡大した発展型。アラブ首長国連邦へ提案していたが、UAEがハードポイント数・航続距離の増加を望んだため下記のF-15U+が提案された。
F-15U+
F-15Eの水平尾翼を廃してデルタ翼化した大規模発展型。F-16E/Fの選定により構想のみに終わった。
F-15H
ギリシャ軍向け。Hはヘラス（Hellas）を意味する。F-16C/Dとミラージュ2000-5を採用したため不採用。
F-15SE（Silent Eagle）
F-15Eをベースに機体前面に限りレーダー反射率を第5世代ジェット戦闘機に匹敵するまでに軽減させたと言われる発展機。
F-15IA
イスラエル向けに提案されているF-15Iの発展型。
F-15GA
ドイツ向けに提案。F-35を採用したため不採用。

## 仕様
- 乗員：2名
- 全長：19.44m
- 全幅：13.05m
- 全高：5.63m
- 翼面積：56.5m2(C)
- 最大離陸重量時翼面荷重：650.265kg/m2(C)
- 空虚重量：14,515kg
- 兵装類最大搭載量：11,113kg
- 最大離陸重量：36,740kg
- 燃料容量：7,643L（機内）、2,737L（コンフォーマル・フューエル・タンク）×2、2,309L（ドロップタンク）×3
- 動力：
  - P&W F100-PW-229 ターボファン×2
  - GE F110-GE-129C ターボファン×2
- 推力：8,080kg（クリーン）×2/12,640kg（オグメンタ）×2
- 巡航速度：M0.9
- 最大速度：M2.5
- 最大G：±9G（リミッターレス時±12G程度迄機動可能）
- 航続距離：5,750km（フェリー、コンフォーマル・フューエル・タンクおよびドロップタンク3個使用時）
- 戦闘半径：685海里（1,270キロメートル）
- 実用上昇限度：18,200m（60,000ft）
- 機体寿命：16,000時間

### 兵装
固定武装
- M61A1 20mmバルカン砲×1（装弾数：450-512発）

各種ミサイル
空対空ミサイル
- AIM-9 サイドワインダー
- AIM-120 AMRAAM

空対地ミサイル
- AGM-65 マーベリック
- AGM-84K SLAM-ER（F-15K以降）
- AGM-154 JSOW

空対艦ミサイル
- AGM-84 ハープーン（F-15K以降）

対レーダーミサイル
- AGM-88 HARM

爆弾
- Mk82/83/84
- CBU-87/89/97
- GBU-10/12/16/24
- GBU-39
- JDAM
- B61
- B83

など